# Philipp Baum

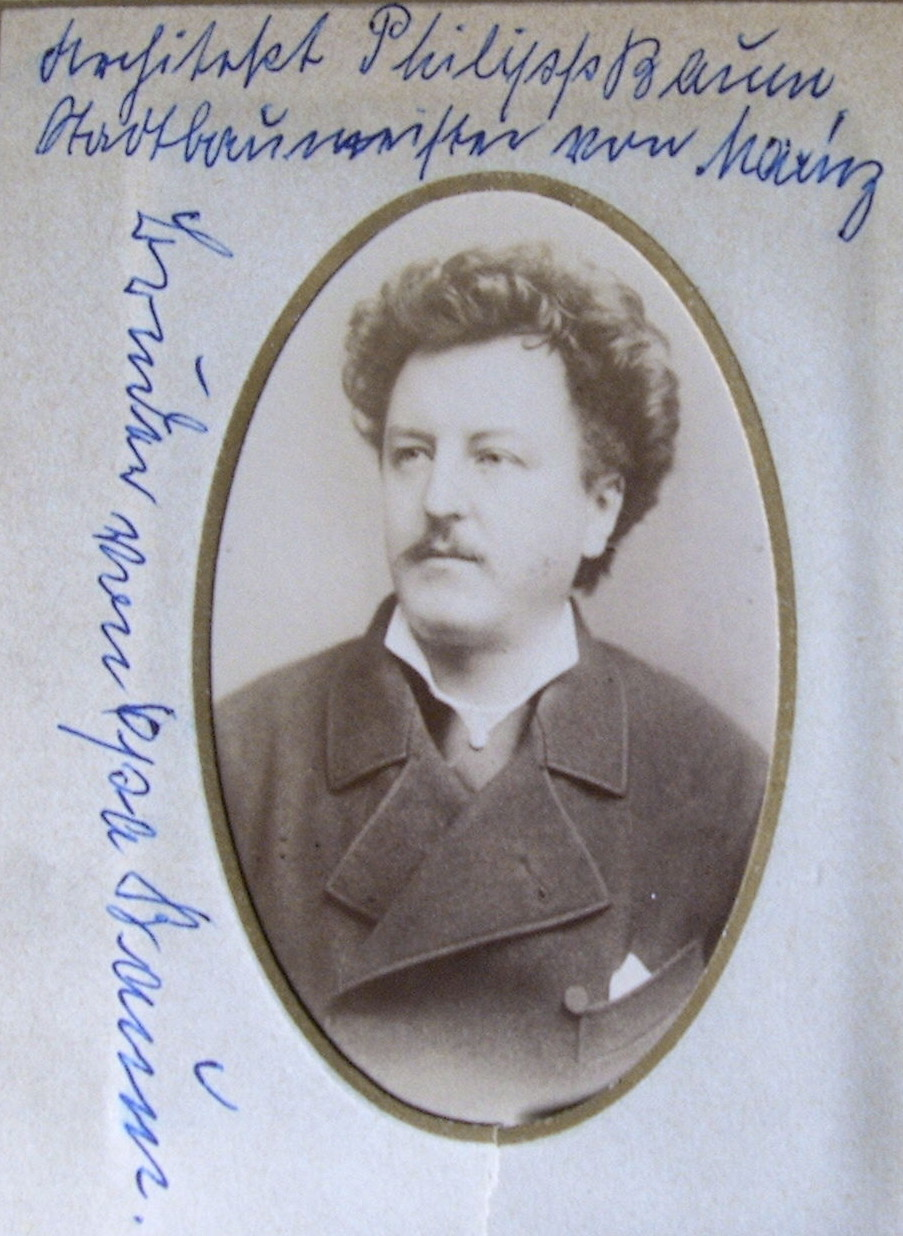
Porträt Philipp Baum – um 1880

Baum als Preußischer Offiziersanwärter um 1880

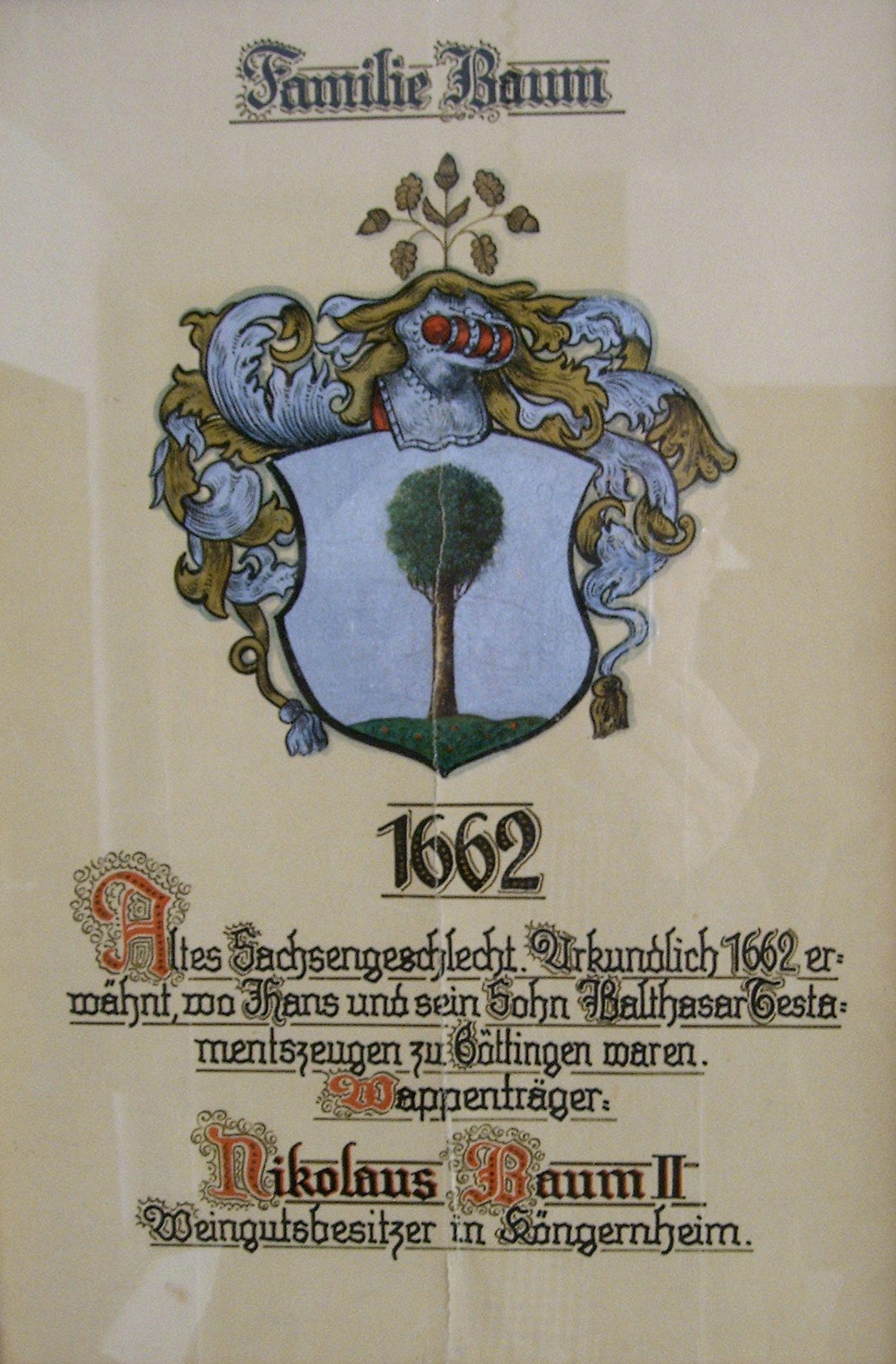
Wappen der Familie Baum

Philipp Baum (* 20. November 1849 in Schwabenheim an der Selz; † 3. November 1886 ebenda) war ein deutscher Architekt.

## Leben
Philipp Baum wurde als Sohn eines Bauern geboren. Sein Großvater Georg war in den 1830er Jahren Adjunkt der Gemeinde Schwabenheim und der Vater war 1850 Polizei-Kommissär, Beigeordneter und Mitglied des Gemeinderates sowie von 1853 bis 1868 Bürgermeister der Gemeinde Schwabenheim. Er war bis zu seinem Tod der höchstbesteuerte Einwohner der Gemeinde.
Philipp Baum besuchte in Schwabenheim die evangelische Volksschule. Zum Wintersemester 1871/1872 und dem II. Semester 1872 bei der Bauschule der Polytechnischen Schule Darmstadt hat Baum sich eingeschrieben und jeweils ein Eintrittsgeld von 25 Gulden gezahlt. Nach dem Adressenverzeichnis der Hochschule in Darmstadt, das 1885 aufgestellt wurde, hat Baum lediglich diese zwei Semester dort studiert. Er wird in diesem Verzeichnis als Architekt und in Mainz wohnhaft geführt. Anschließend setzte er seine Studien in Wien und Stuttgart fort. Danach machte er ausgedehnte Studienreisen in Europa. Welche Examina er abgelegt hat, ist nicht bekannt.
Nach dem Abschluss seines Studiums und seiner Studienreisen ging Baum wohl nach Prag, um an dem Projekt Schloss Stern auf dem Weißen Berg zu arbeiten. 1874 sollen Falke und Baum die Pläne für den Mosaik- und Keramikfußboden gemacht haben und 1877 gab Baum das Buch Schloss Stern mit 40 Tafeln in hoher Qualität heraus. Anschließend richtete er in Mainz ein Atelier für Architektur und Kunstgewerbe ein. Laut Adressbuch der Stadt Mainz unterhielt er seit 1881 ein Atelier in der Mainzer Oberstadt, Linsenberg 3.
Neben seiner Architekturarbeit lag nun der Schwerpunkt auf den kunstgewerblichen Arbeiten. So ergab sich die Zusammenarbeit Baums mit der Firma Villeroy & Boch in Mettlach. Salzgeber schreibt hierzu:

„Das Bedeutendste in dieser Richtung war jedoch der im Sinne eines reichen Barocco komponierte Boden für die riesige Stiftskirche zu Einsiedeln in der Schweiz, das an Größe und Eigenart in der ganzen neueren Kunstindustrie seinesgleichen nicht hat.“

Wiederholte Ausstellungen seiner Zeichnungen brachten ihm Anerkennung in Fachkreisen. Aber auch seine Architekturarbeiten kamen nicht zu kurz. Im Rahmen der Stadterweiterung von Mainz über die Große Bleiche und die Kaiserstraße hinaus projektierte er mehrere Stadtpalais. Bis auf eines sind alle beim Luftangriff auf Mainz durch die alliierten Bomberverbände untergegangen.
Baum starb relativ jung im Alter von 37 Jahren im Wohnhaus seines Bruders Friedrich Baum in Schwabenheim.

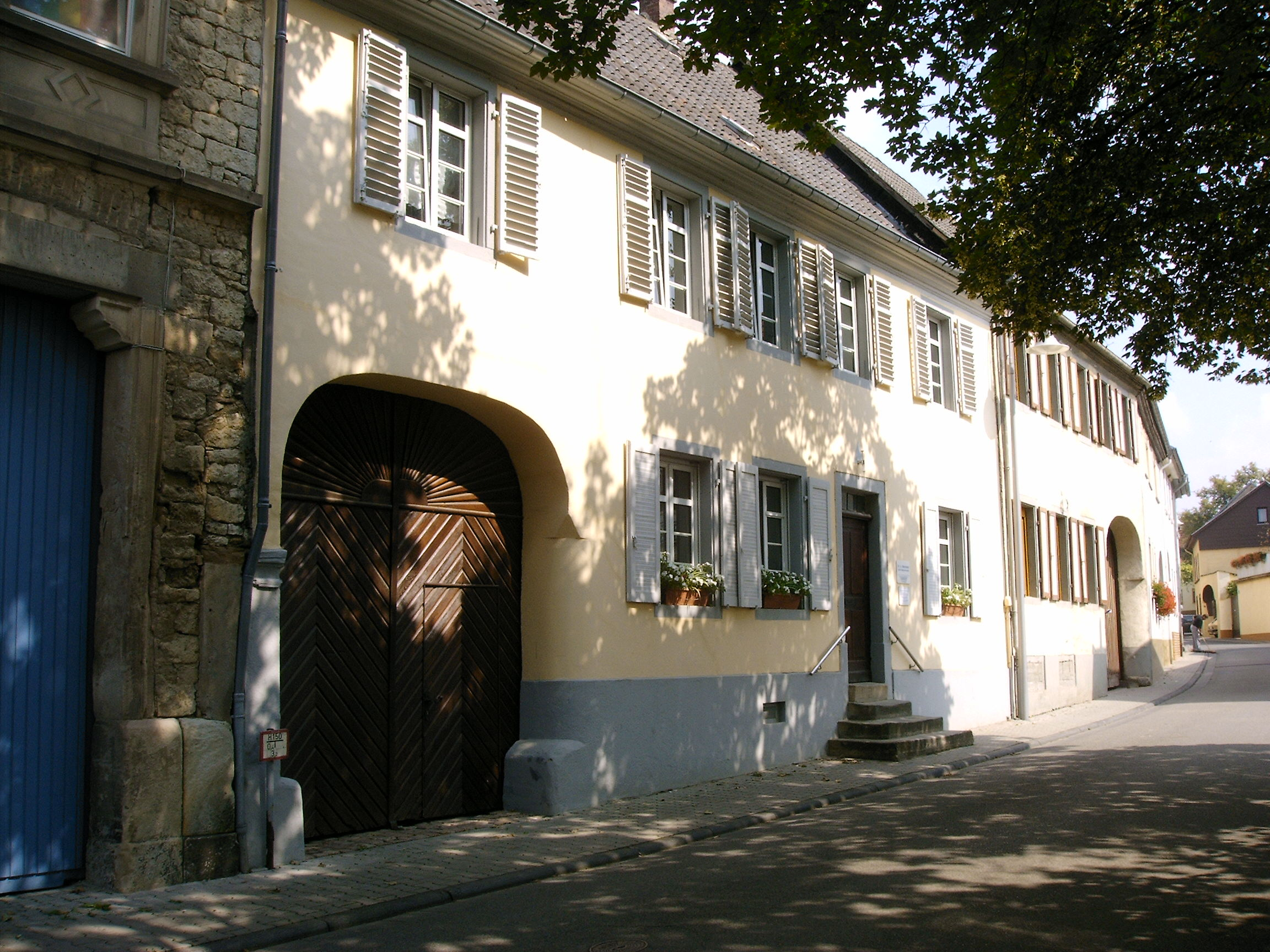
Geburtshaus Baums in der Mainzer Straße in Schwabenheim
Geburtsurkunde Philipp Baums
Sterbeurkunde Philipp Baums

## Werk
Nach seinem Studium war Baum bei der Renovierung des Lustschlosses Stern bei Prag tätig. Baum muss längere Zeit dort gearbeitet haben, denn er gab 1877 beim Verlag E. A. Seemann in Leipzig das Buch Schloss Stern bei Prag heraus.

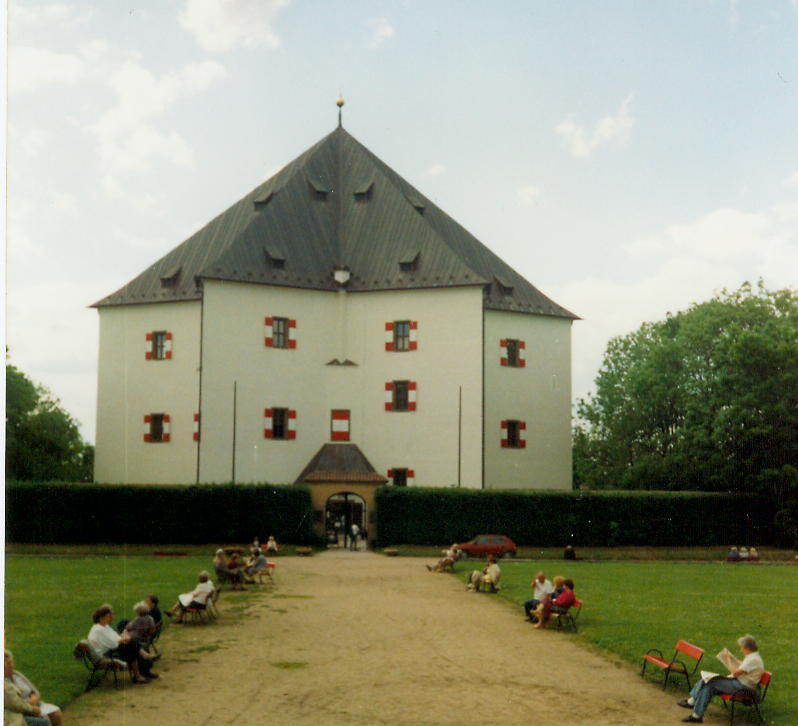
Schloss Stern 1986
Detail aus dem Buch von Faber Schloß Stern
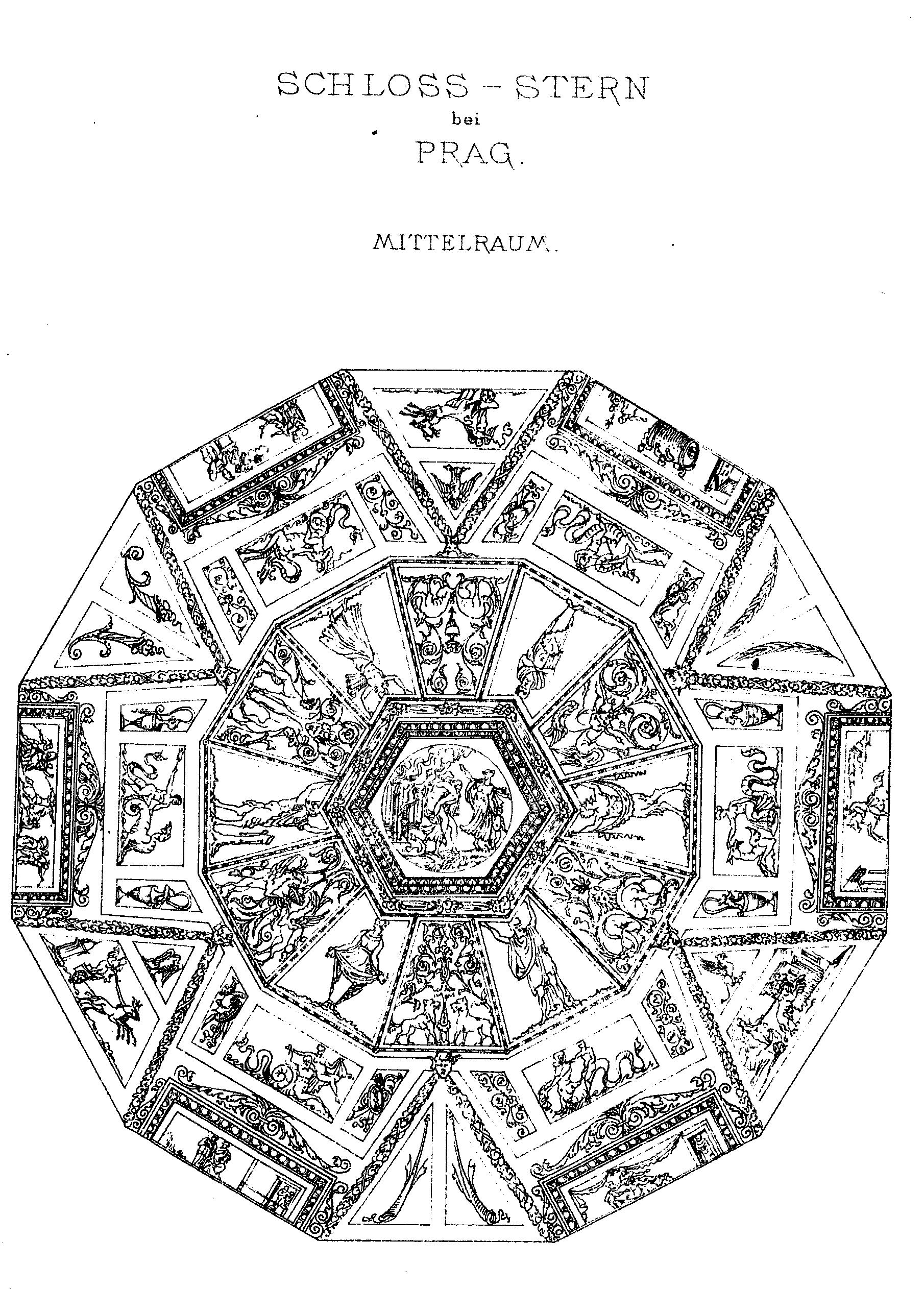
Detail aus dem Buch von Faber Schloß Stern
Plan aus dem Buch von Faber Schloß Stern

### Aus den Auftragsbüchern der Firma Villeroy & Boch
Symbolfiguren der vier Jahreszeiten an der Villa Schifferdecker in Heidelberg
Der Entwurf entstand im Auftrag des Unternehmers Dr. Paul Schifferdecker (in Portland-Cement-Werk Heidelberg Schifferdecker & Söhne oHG, heute HeidelbergCement). Das Haus befindet sich im Stadtteil Neuenheim, Neuenheimer Landstraße 101–103.

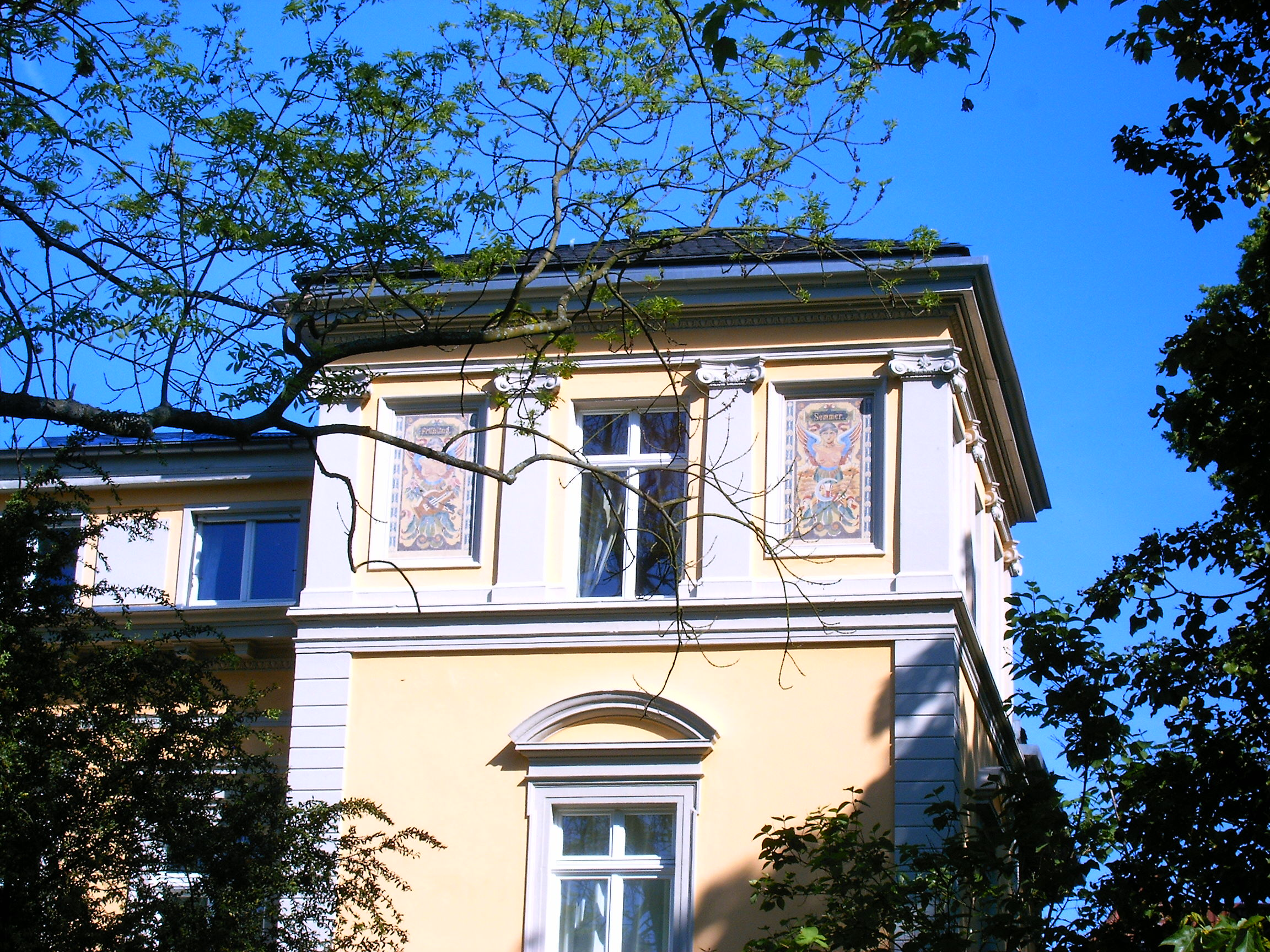
Haus Schieferdecker in Heidelberg
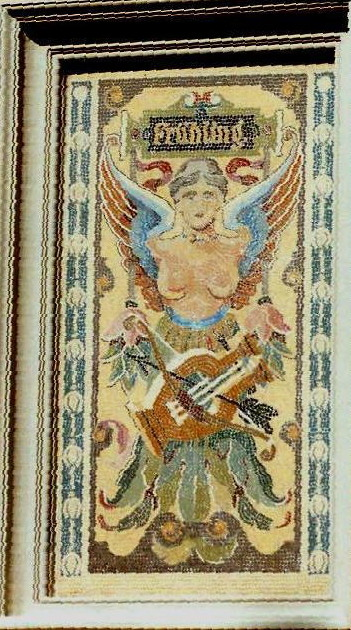
Frühling, Mosaik am Haus Schieferdecker in Heidelberg
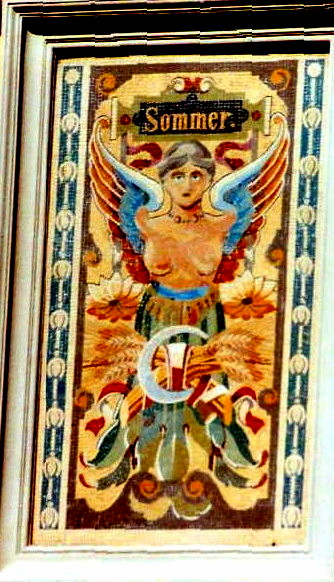
Sommer, Mosaik am Haus Schieferdecker in Heidelberg
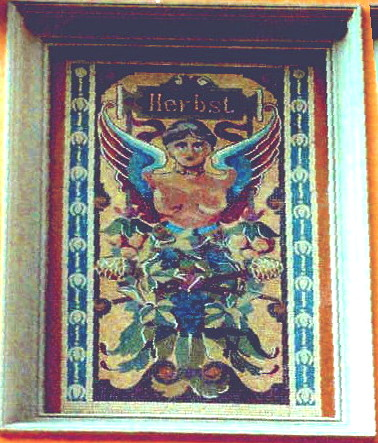
Herbst, Mosaik am Haus Schieferdecker in Heidelberg
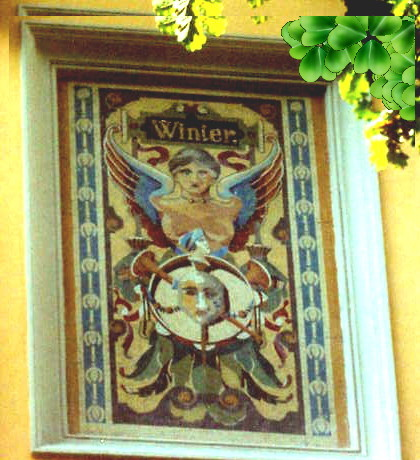
Winter, Mosaik am Haus Schieferdecker in Heidelberg

Rosette mit den vier Elementen für ein Gebäude in Dresden
Der Auftrag wurde von der Firma Villeroy & Boch erteilt und 1886 ausgeführt. Wahrscheinlich war das Werk für ein firmeneigenes Gebäude in Dresden bestimmt. Die Firma Villeroy & Boch gründete 1856 in Dresden eine Niederlassung. Aufgrund der Expansion der Firma wurden die Fabrikanlagen ständig erweitert.
Rundfries Fische
Die Firma Villeroy & Boch erteilte den Auftrag, für ein Wasserbassin einen Rundbogenfries mit Fischen zu entwerfen.
Liebfrauenkirche in Dortmund
In dieser Kirche wurde ein Mosaik mit St. Georg und dem päpstlichen Wappen verlegt.
Bogenfelder für die Villa Rebentisch
Die Villa wurde 1883 von dem Architekten und Baumeister Carl August Rebentisch (1846–1890) errichtet und bis zu seinem Tod selbst bewohnt, sie stand in der Spohrstraße 13a und wurde im Zweiten Weltkrieg zerstört.
Wappen für den Kriegsminister
Auftraggeber war der preußische Kriegsminister Paul Bronsart von Schellendorff, über den Verbleib des Werkes ist nichts bekannt.
Podest Vögel mit Ornament
Dieses Stiftmosaik wurde 1883 für die Villa Gattel von Edmund Bloch (Mettlach) in Auftrag gegeben.
Wallfahrtskirche in Einsiedeln
Im Auftragsbuch der Firma Villeroy & Boch wird der Auftrag als Detailzeichnungen Päpstlich-, Cardinals- und Bischofswappen, große Rosette mit 12 Himmelszeichen, 4 Planeten, Tag und Nacht, Belag Gnadenkapelle bezeichnet. 1884 erhielt Baum vom Statthalter des Klosters, Pater Raphael Kuhn, den Auftrag, zusammen mit dem Dompräbendaten Schneider für die Klosterkirche in Maria Einsiedeln in der Schweiz, den Fußboden mit Stiftsmosaik und Keramikplatten der Firma Villeroy & Boch neu zu gestalten. Außerdem hat er das Pilasterornament im Windfang und Windfangumgang gestaltet.

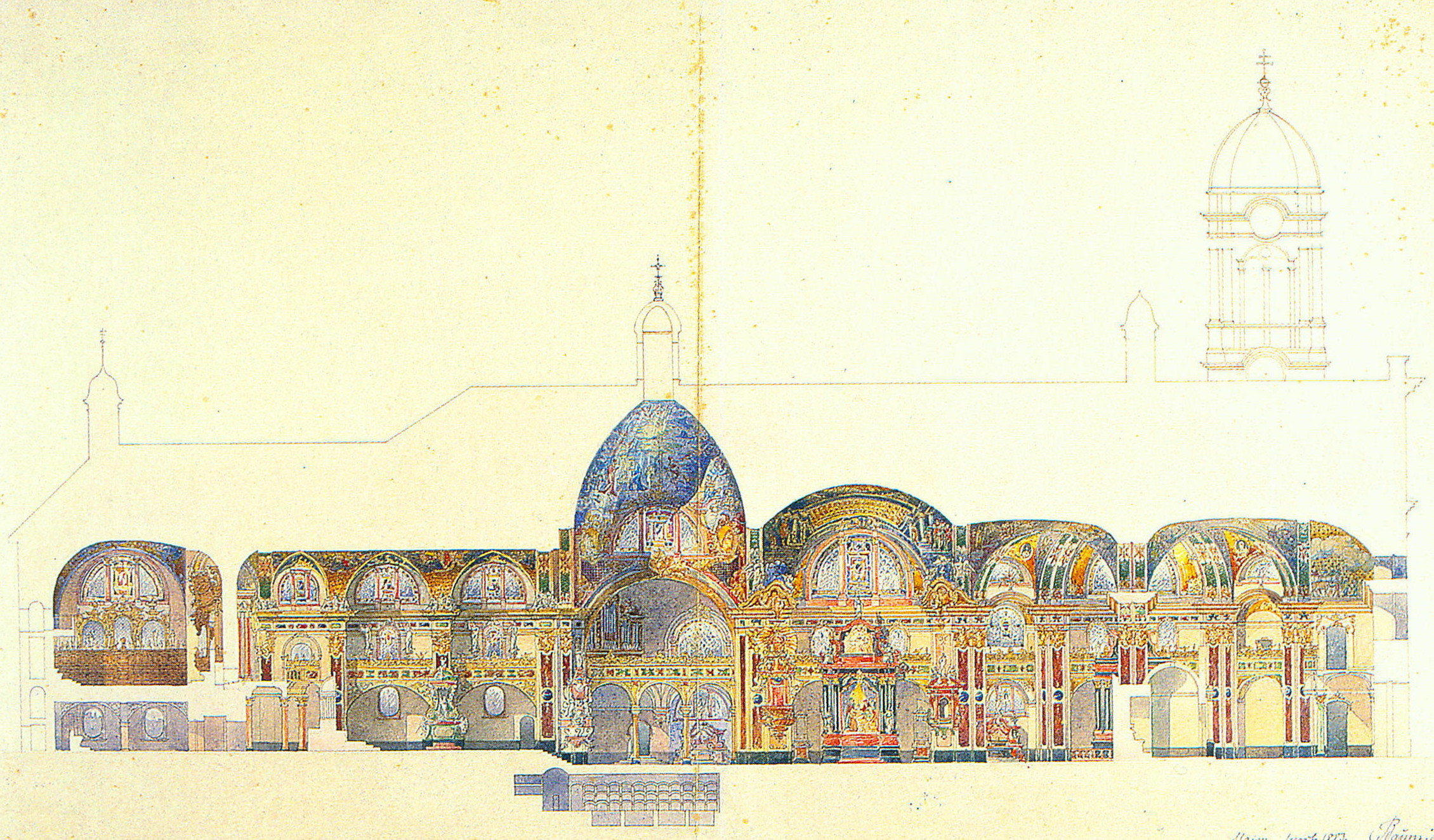
Plan zur Neugestaltung des Klosters Einsiedeln von Philipp Baum – um 1880
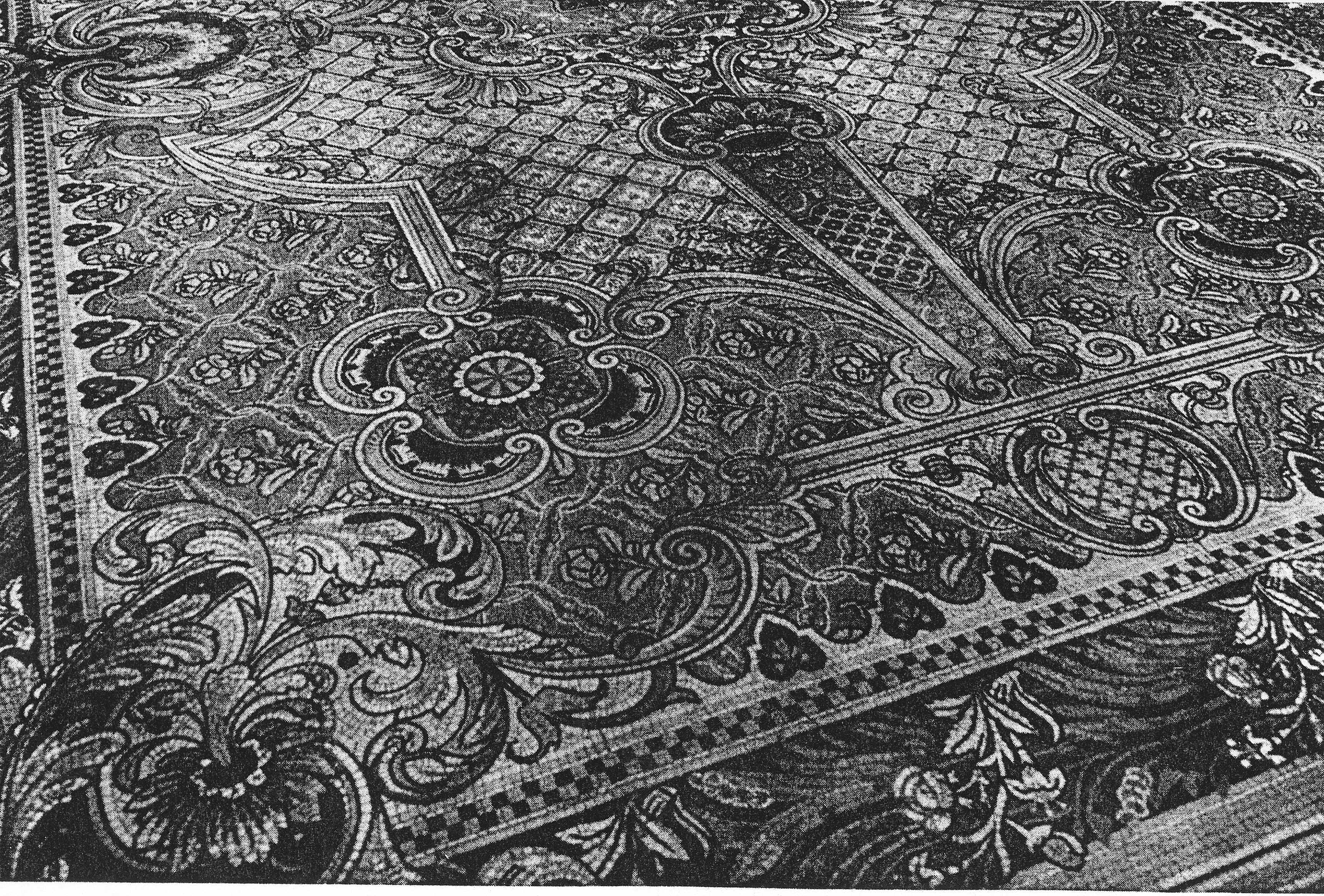
Fußboden in der Wallfahrtskirche Einsiedeln
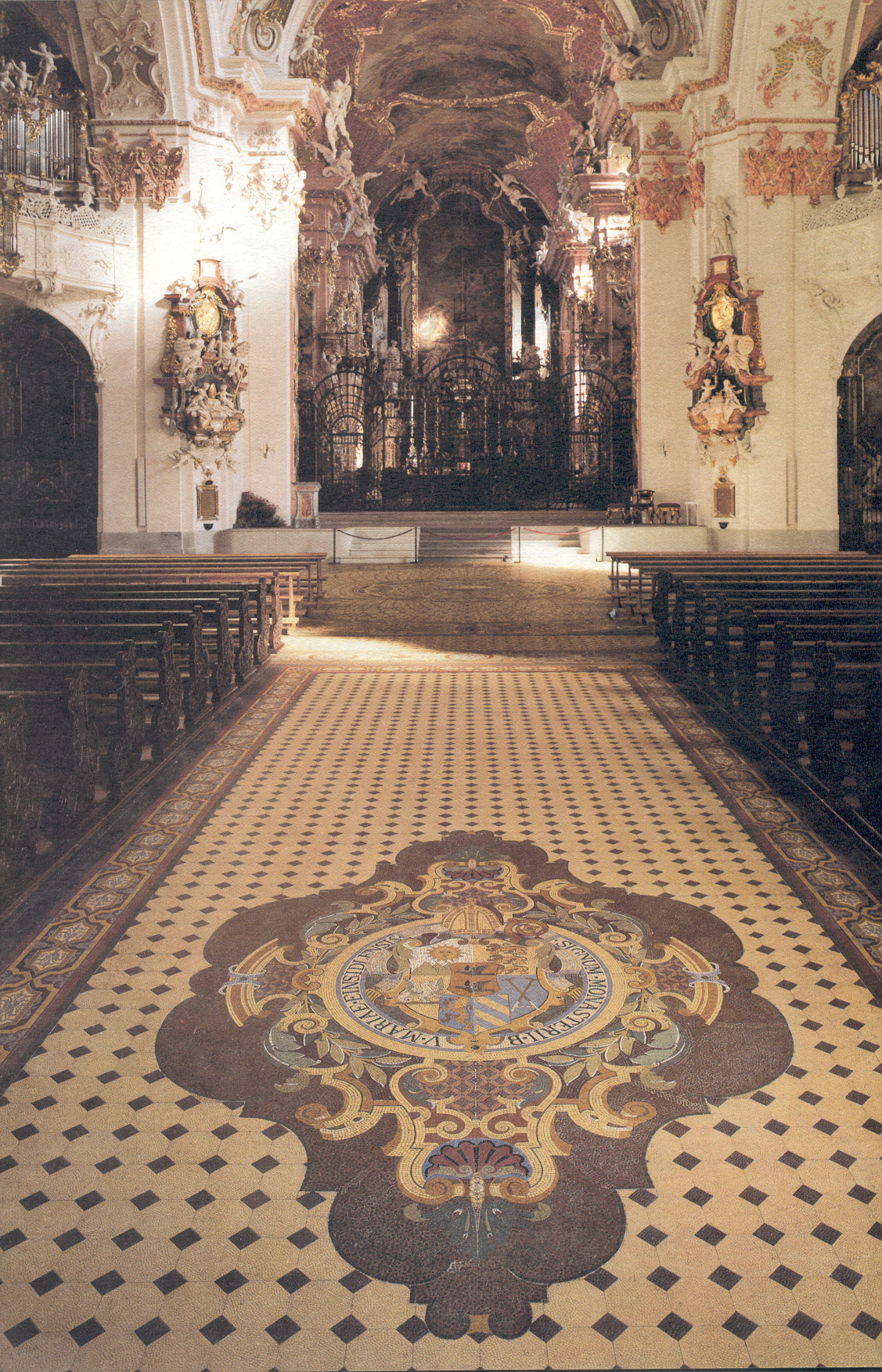
Fußboden mit Abtwappen

Weibliche Figur mit Schrift „Qui si sana“ in Bad Oeynhausen
„Qui si sana“ bedeutet „Hier wird man gesund“. Der Begriff findet in Kurorten vielfach Verwendung für Hotels und Badeeinrichtungen. 1883 bis 1885 wurde in Bad Oeynhausen von dem Architekten Zygmunt Gorgolewski ein neues Badehaus (Badehaus IV, heute Badehaus II genannt) errichtet.

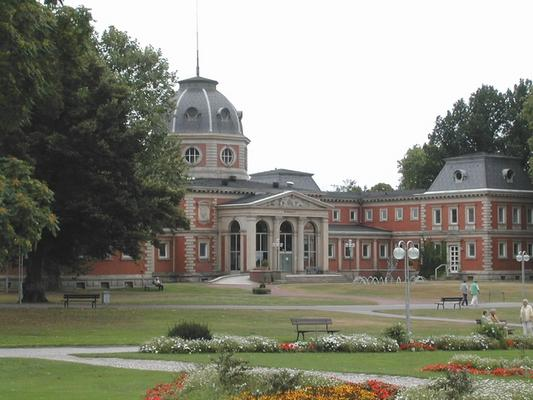
Badhaus in Oeynhausen
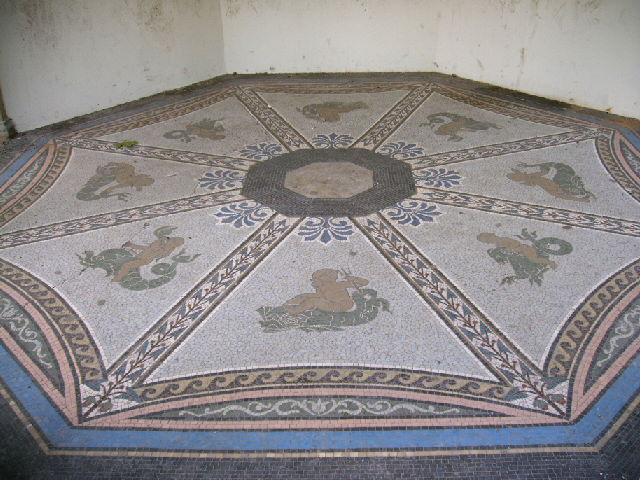
Achteckmosaik Oeynhausen
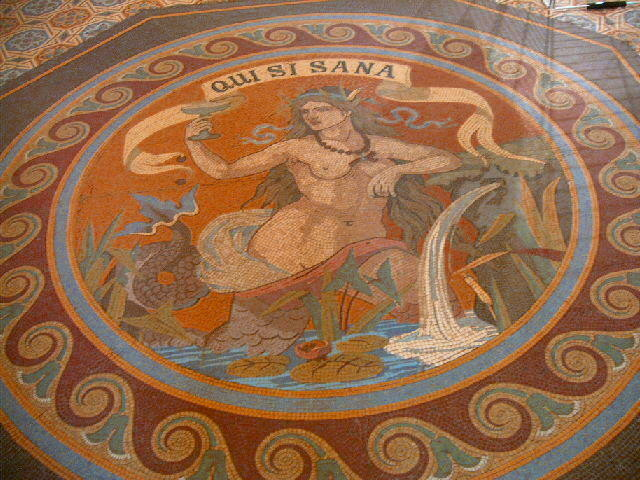
Mosaikfußboden im Badhaus II
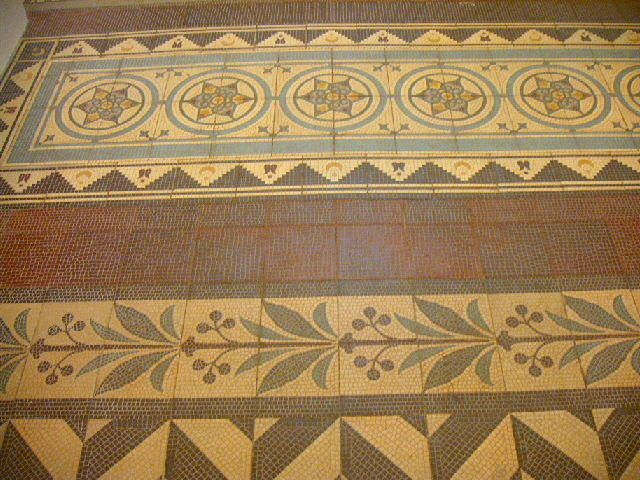
Mosaikfußboden im Badhaus II

Fries und Skizze St. Paulin, Trier
Nach Mitteilung des katholischen Pfarramtes St. Paulin in Trier vom 3. Juli 2001 ist von dem Fries und dem 1.800 m² großen Plattenbelag nichts mehr vorhanden.
Kirche St. Gudula, Rhede
Hier wurde der gleiche St. Georg verlegt wie in der Liebfrauenkirche in Rhede. Die Ausführung des Werks erfolgte nach Baums Tod. Den heute noch erhaltenen Fußbodenbelag zeigen die folgenden Bilder:
Kleiner Adler mit Eckverzierungen

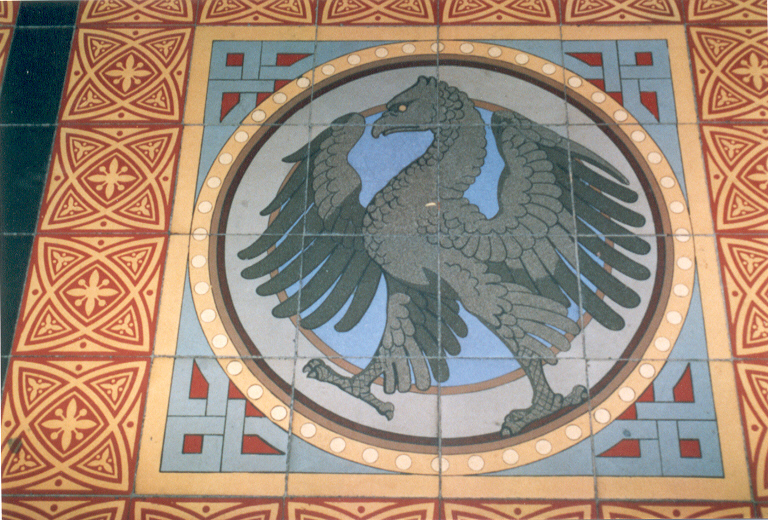
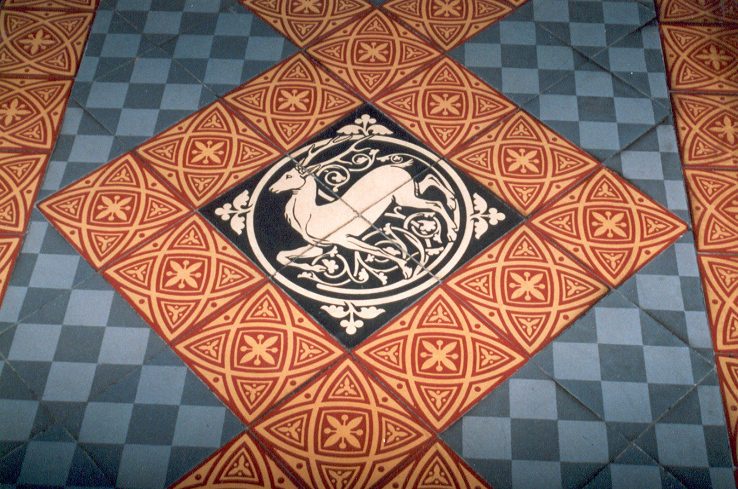
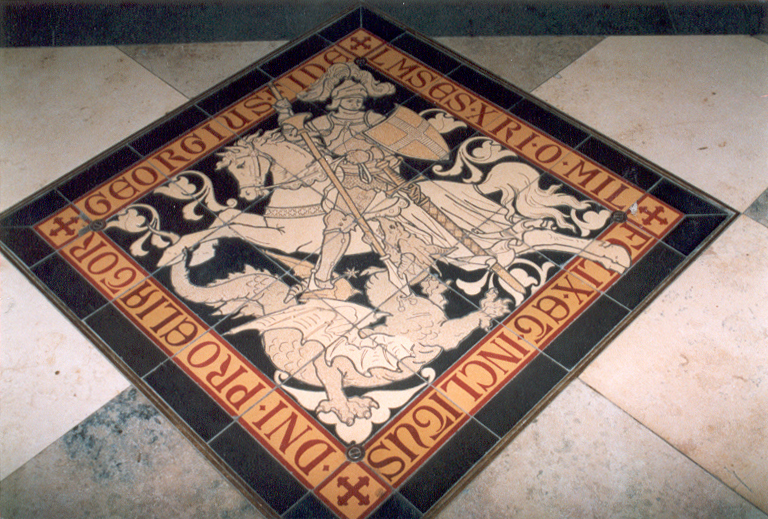

1887 erhielt Baum von einem Seidel den Auftrag, einen kleinen Adler mit Eckverzierungen für Stiftmosaik zu entwerfen.
Mausoleum auf der Rosenhöhe, Darmstadt
In den 1880er Jahren erhielt er vom Großherzog von Hessen und bei Rhein den Auftrag, den Fußboden und die sonstige Ausschmückung im Mausoleum auf der Rosenhöhe bei Darmstadt zu gestalten. Durch Frost ist der Mosaikfußboden völlig zerstört.

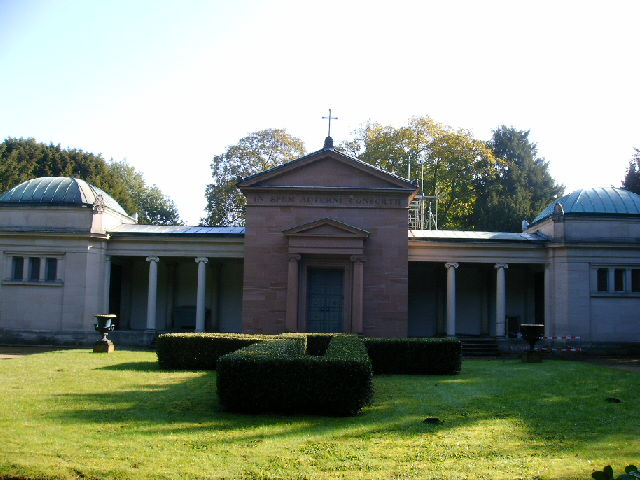
Mausoleum in Darmstadt
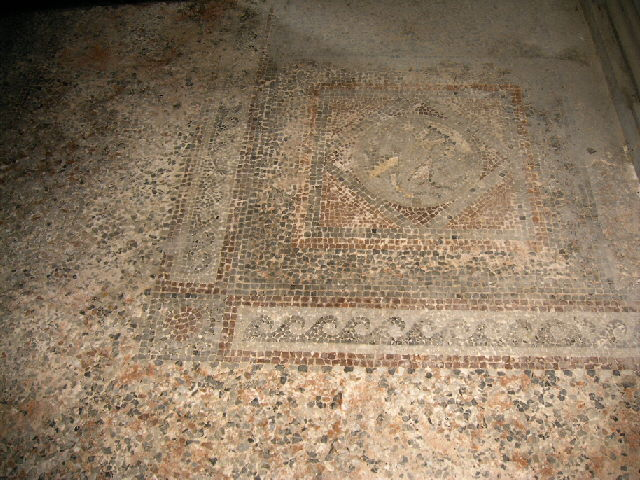
Fußboden im Darmstädter Mausoleum

Neubau Würzburger, Mannheim
In den handschriftlichen Unterlagen des Firmenarchivs der Firma Villeroy & Boch ist Baum mit einem weiteren Werk erwähnt. Es handelt sich um die Ausschmückung eines Unternehmergebäudes in Mannheim.

### Gebäude im Rahmen der Mainzer Stadterweiterung
Mehrere Stadtpalais, die im Rahmen der Stadterweiterung von Mainz errichtet wurden, trugen seine Handschrift. Welche Leistungen er dabei erbrachte, kann man an dem einzigen erhaltenen Haus Kaiserstraße 35 erkennen. Es wurde 1883/1884 im Stil der Neorenaissance mit großer Formenvielfalt des Historismus errichtet. Der Bauplan ist auf den 2. Juli 1883 datiert. Als Bauherr wurde Georg Panizza genannt. Das Gebäude steht heute unter Denkmalschutz. Das Landesdenkmalamt beschreibt das Haus wie folgt:

„Im Erdgeschoß Torfahrt mit dem originalen zweiflügeligen Türblatt und reichem schmiedeeisernem Gitter erhalten. Die Beletage durch große Ädikulafenster und Blendbalusterbrüstungen hervorgehoben, der mittige Kastenerker reich dekoriert mit Säulenordnung und Beschlagwerk. Das abschließende Geschoß ist durch kleine, gekuppelte Rundbogenfenster und eine reich geschmückte Frieszone als Mezzanin charakterisiert. Die Mittelachse wird durch einen Giebel mit Obeliskenaufsätzen überhöht. In der Torfahrt Pilastergliederung und Fußboden, das Treppenhaus mit bunter Verglasung, filigranem Treppengeländer und zugehörigen Türen erhalten. Das Wohnhaus ist architektonisch anspruchsvoll ausgebildet und mit hoher handwerklicher Qualität ausgeführt worden und wurde 1889 in der Architektonischen Rundschau dargestellt.“

Das Haus in der Kaiserstraße besitzt viele interessante Details, die den Zweiten Weltkrieg überlebt haben

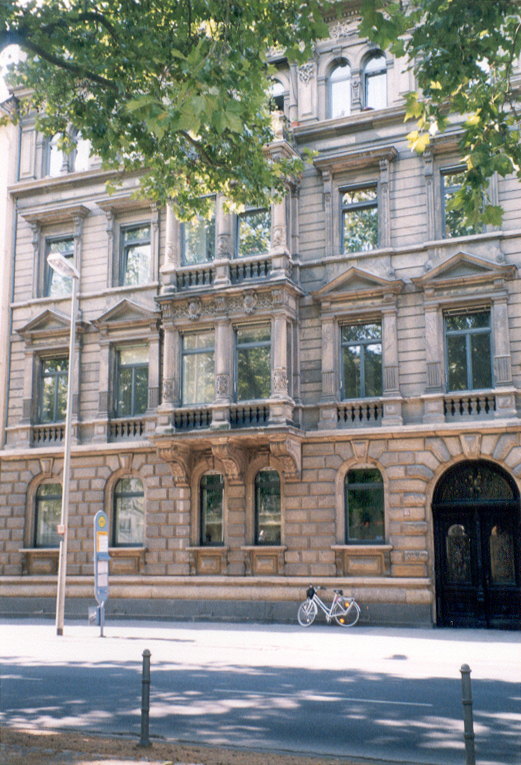
Haus Kaiserstraße 35, Mainz
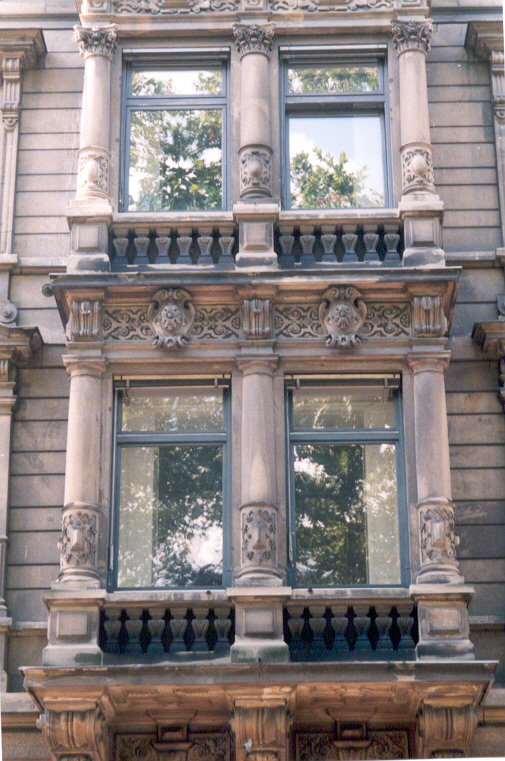
Detail an der Außenfassade
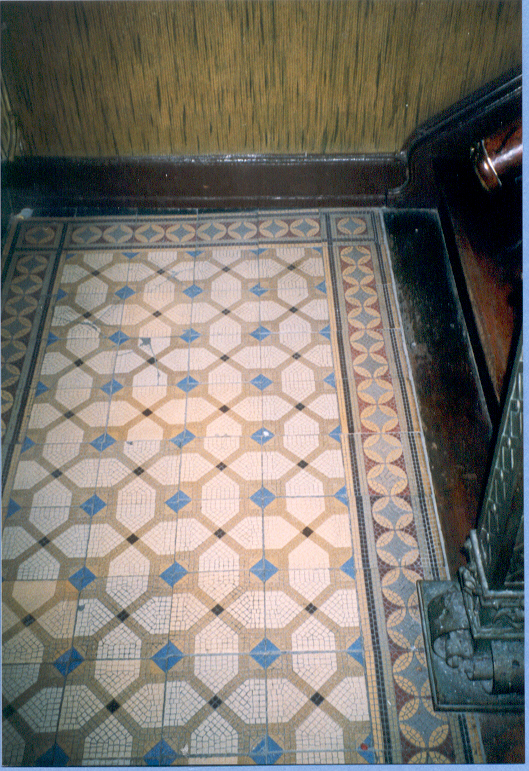
Mosaikfußboden im Flur
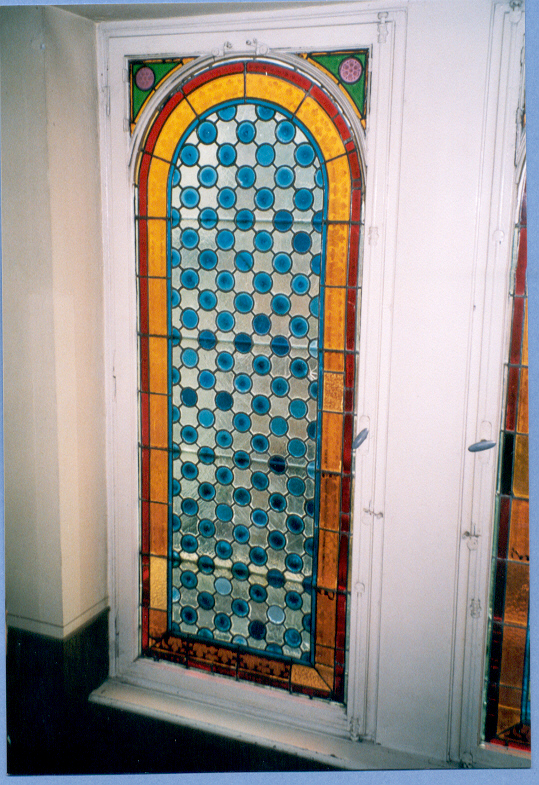
Fenster im Treppenhaus
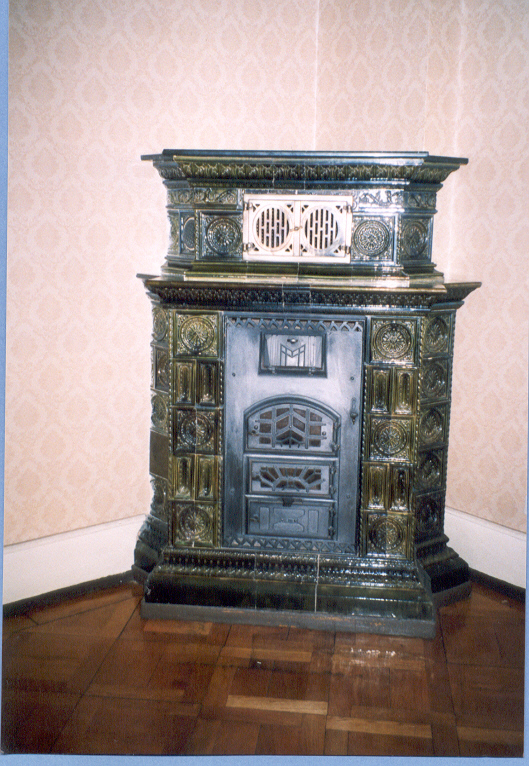
Von Baum entworfener Kachelofen
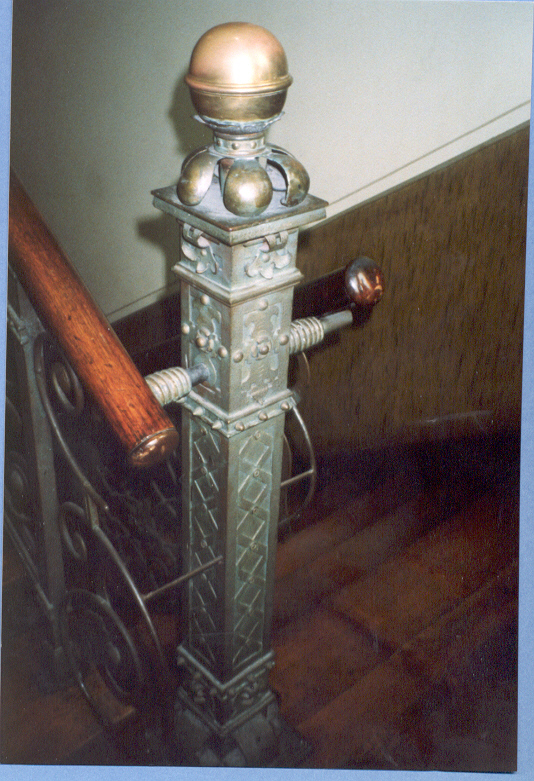
Treppengeländer

Im Berliner Architekturmuseum befindet sich eine Mappe mit 35 Plänen von Philipp Baum.

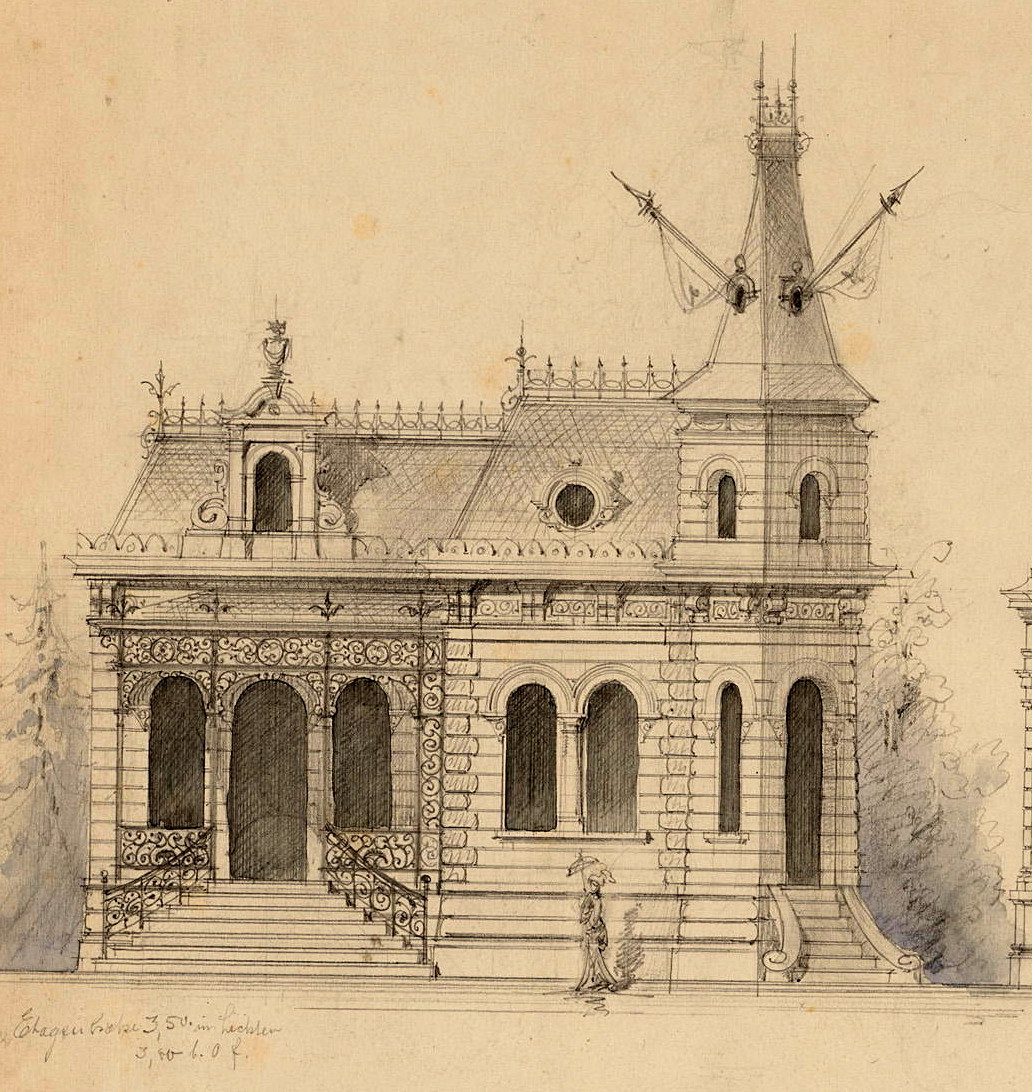
Plan für ein Pförtnerhaus der Firma Villeroy und Boch in Mettlach – Es wurde nicht ausgeführt.
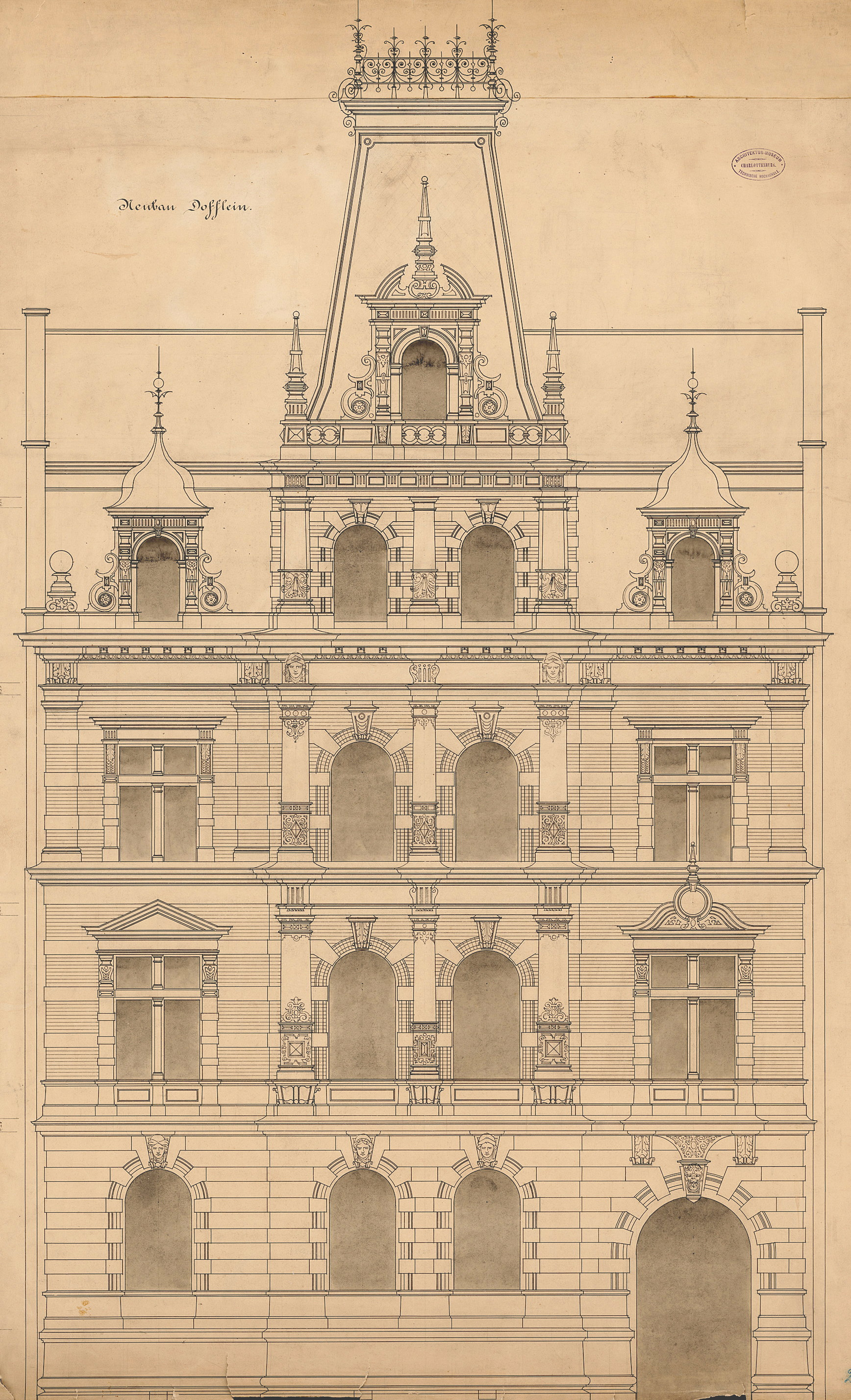
Haus Dofflein, Mainz Kaiserstraße, im Krieg zerstört
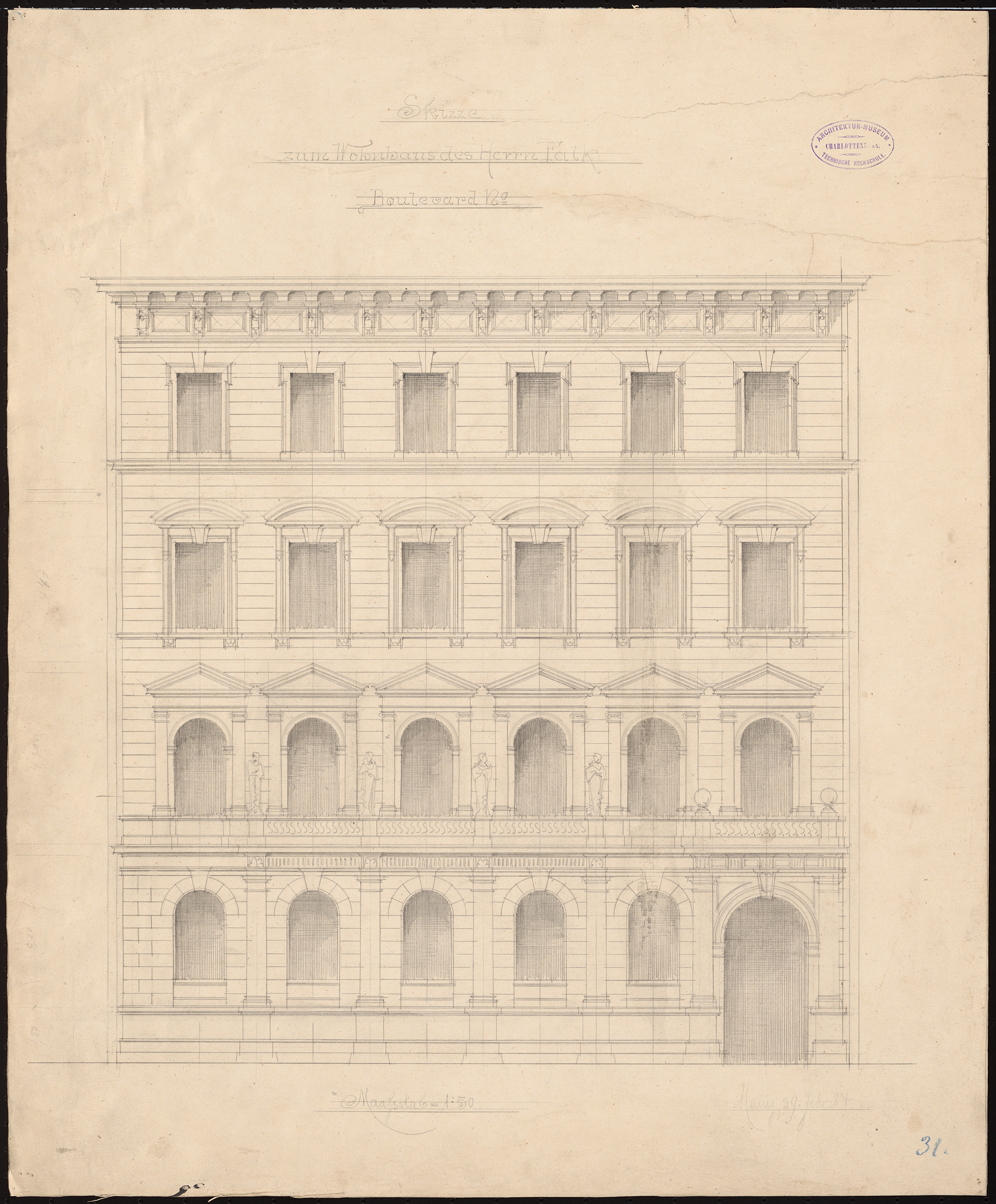
Haus Falk, Mainz Kaiserstraße, im Krieg zerstört
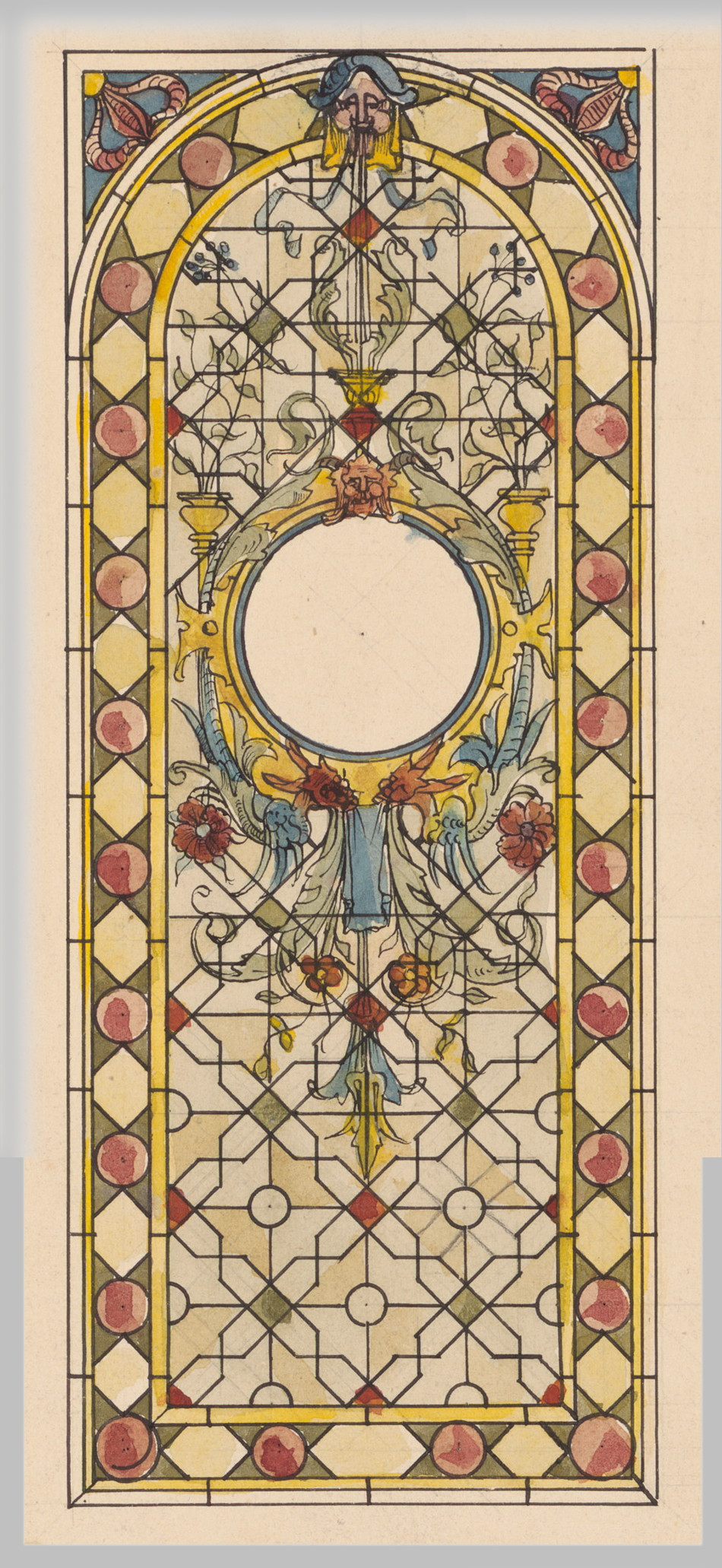
Haus Panizza, Fensterentwurf
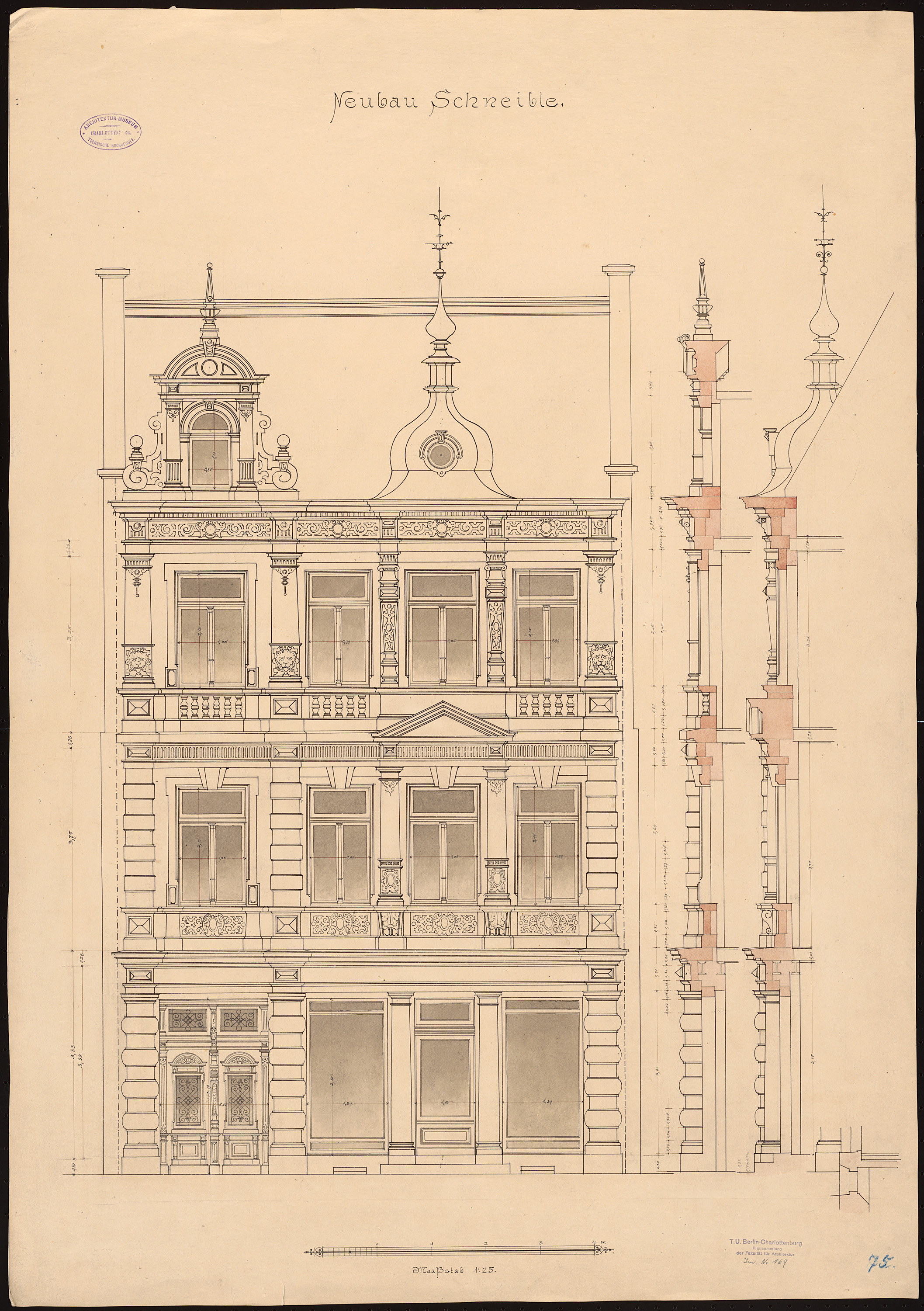
Haus Scheible, Mainz Kaiserstraße, im Krieg zerstört
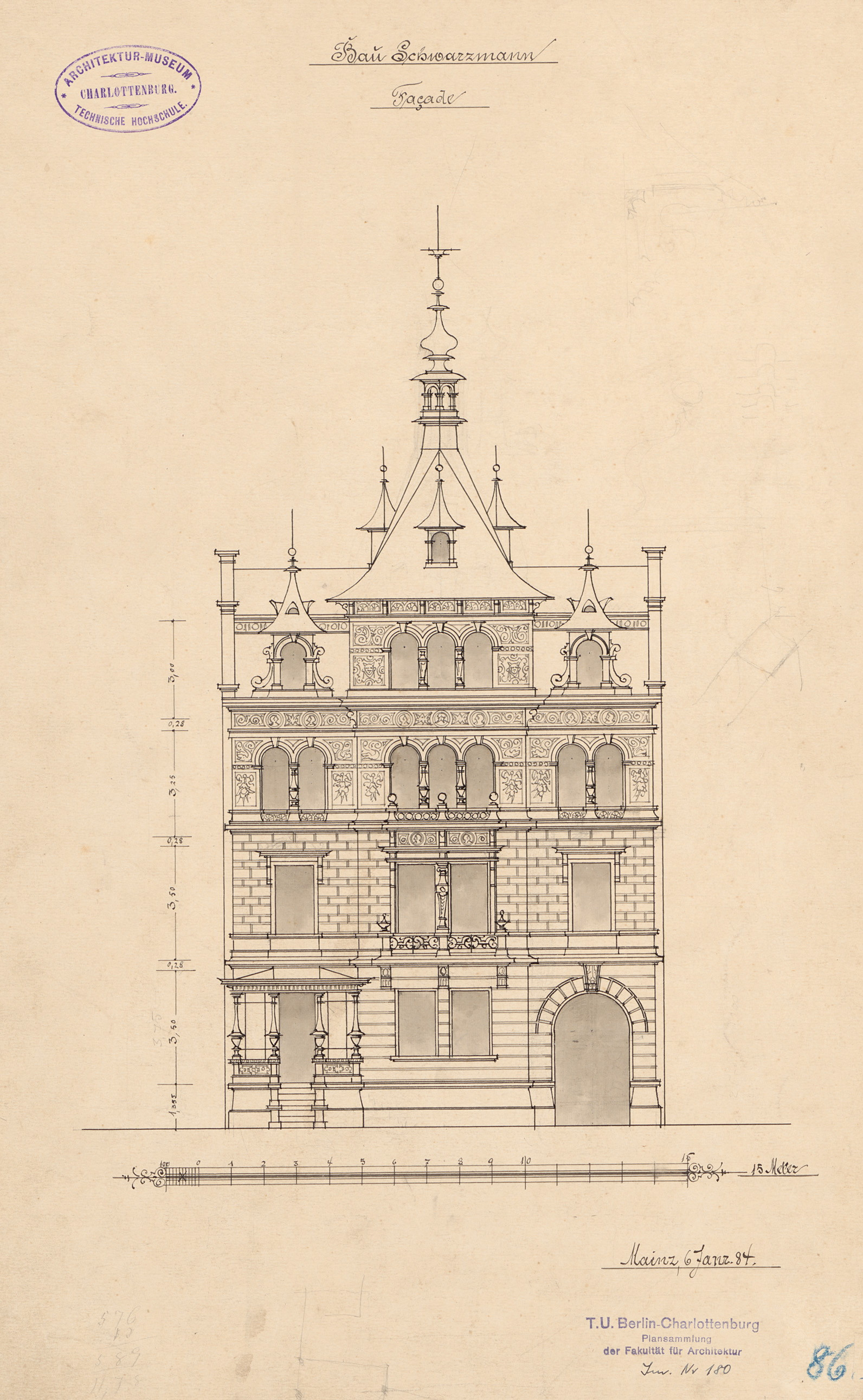
Haus Schwarzmann, Mainz Kaiserstraße, im Krieg zerstört

### Bleistiftzeichnungen
Schon als 14-Jähriger fertigte er Bleistiftzeichnungen. Die älteste stellt einen verwundeten Soldaten Napoleons im Russlandfeldzug 1812 dar.

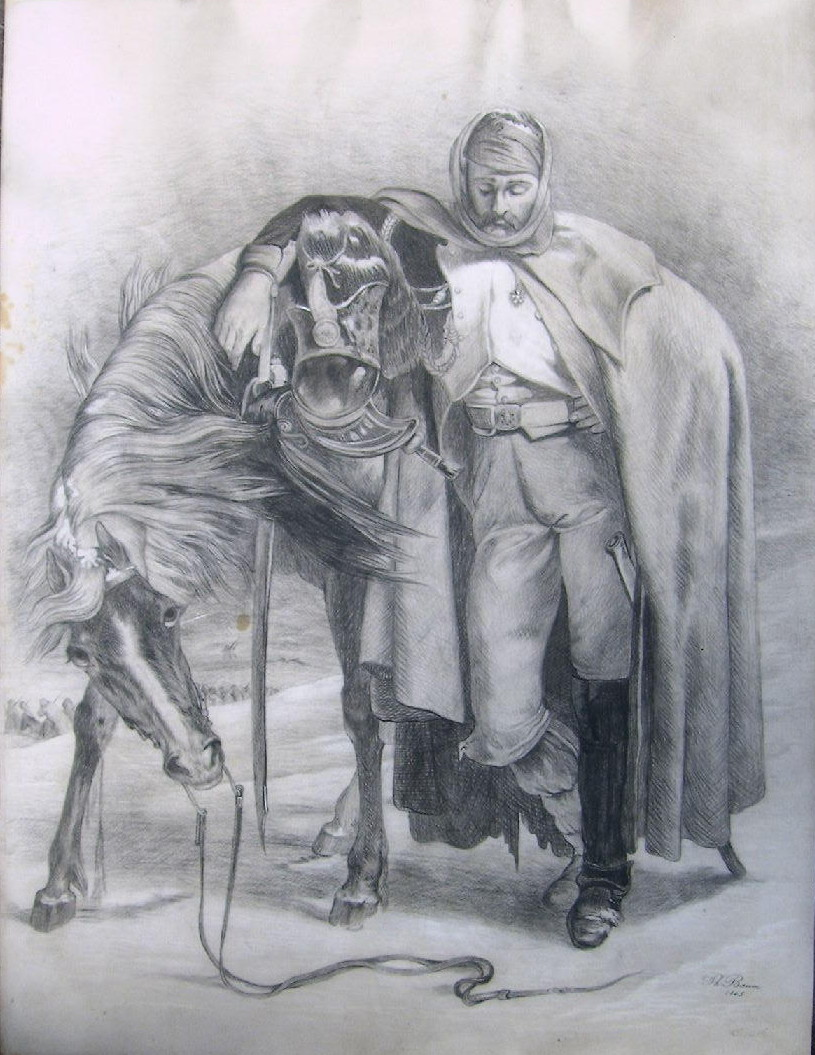
Soldat in Russland unter Napoleon

Weitere Bleistiftzeichnungen sind bekannt:

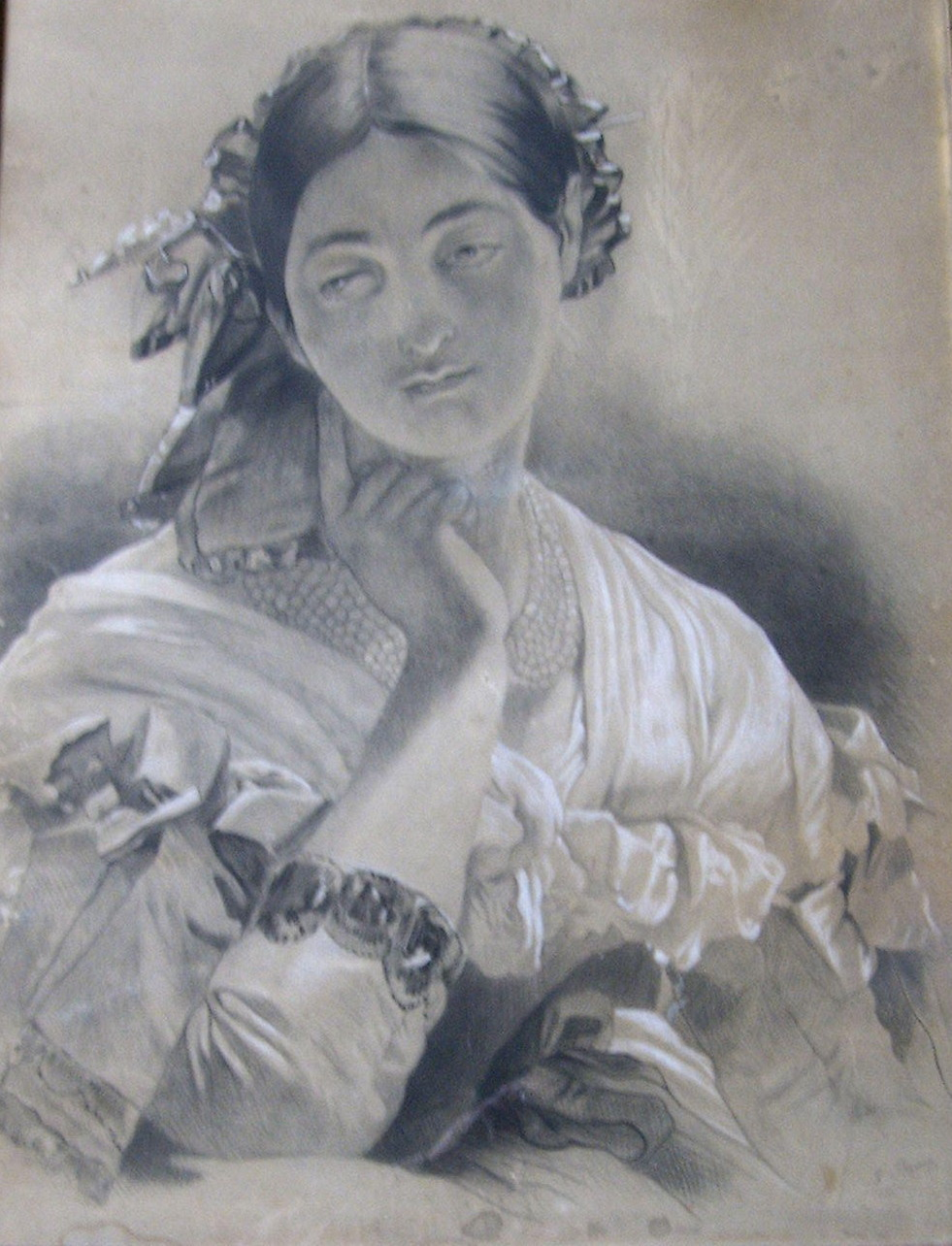
Baums italienische Geliebte
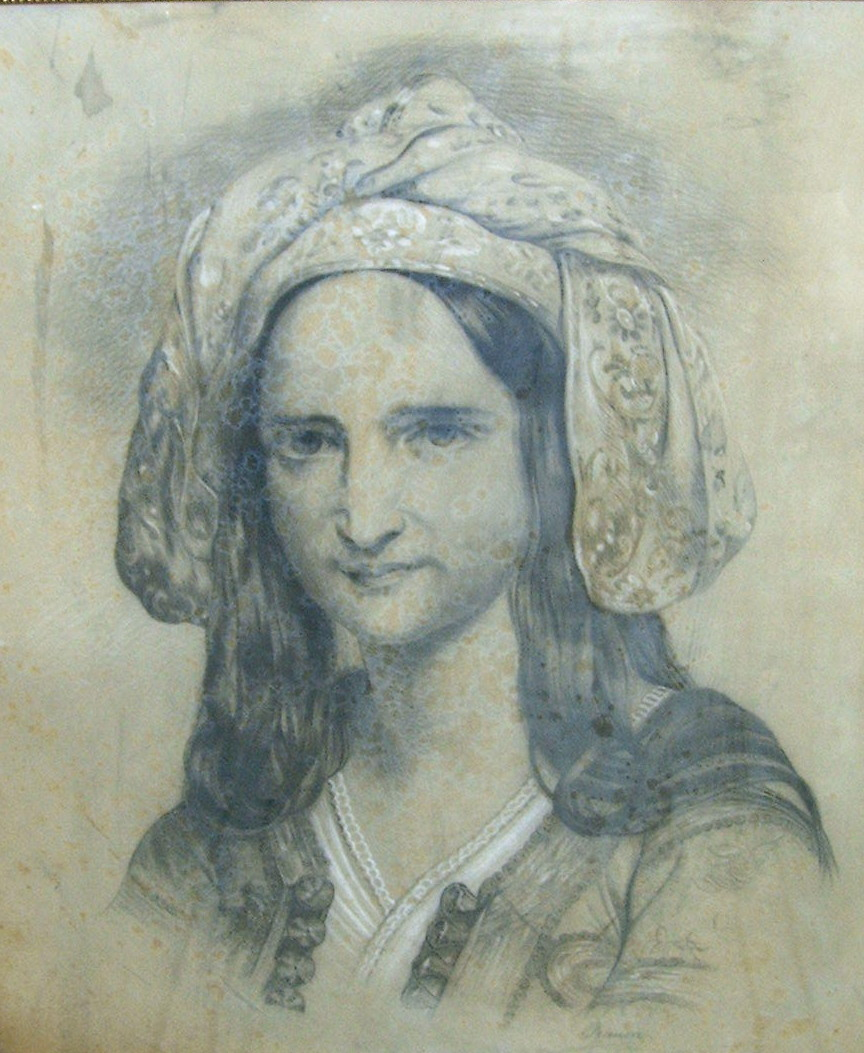
Baums italienische Geliebte
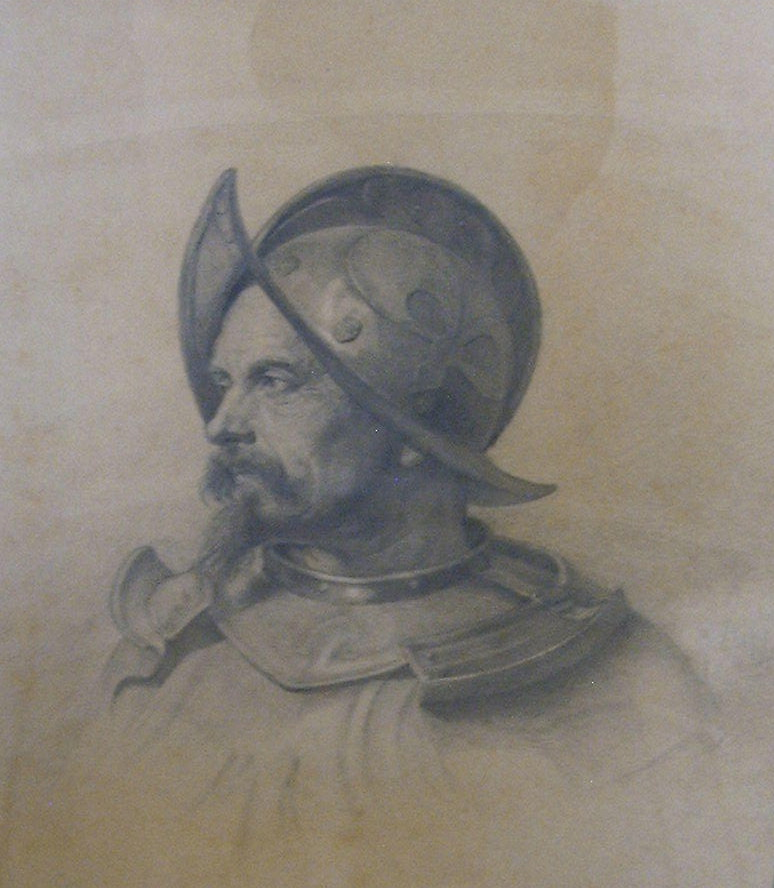
Mann mit Helm

### Motive von seiner Studienreise nach Italien
Es handelt sich um 2 Aquarelle und ein Ölgemälde aus dem Jahr 1869.

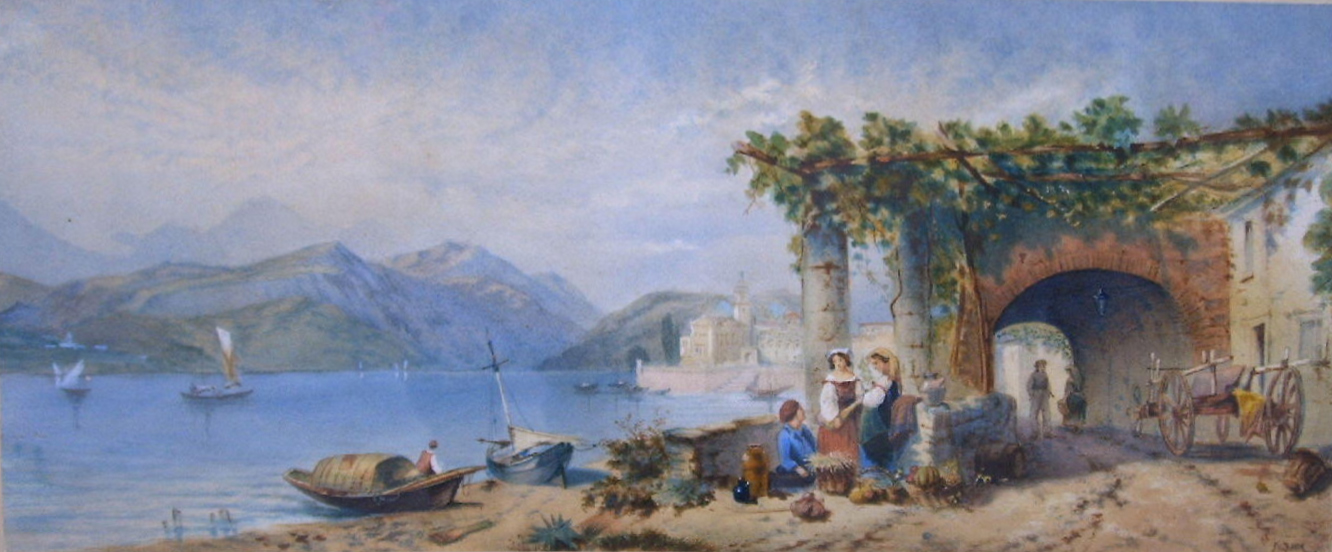
Aquarell von Philipp Baum, das auf seiner Italienreise 1869 entstanden ist
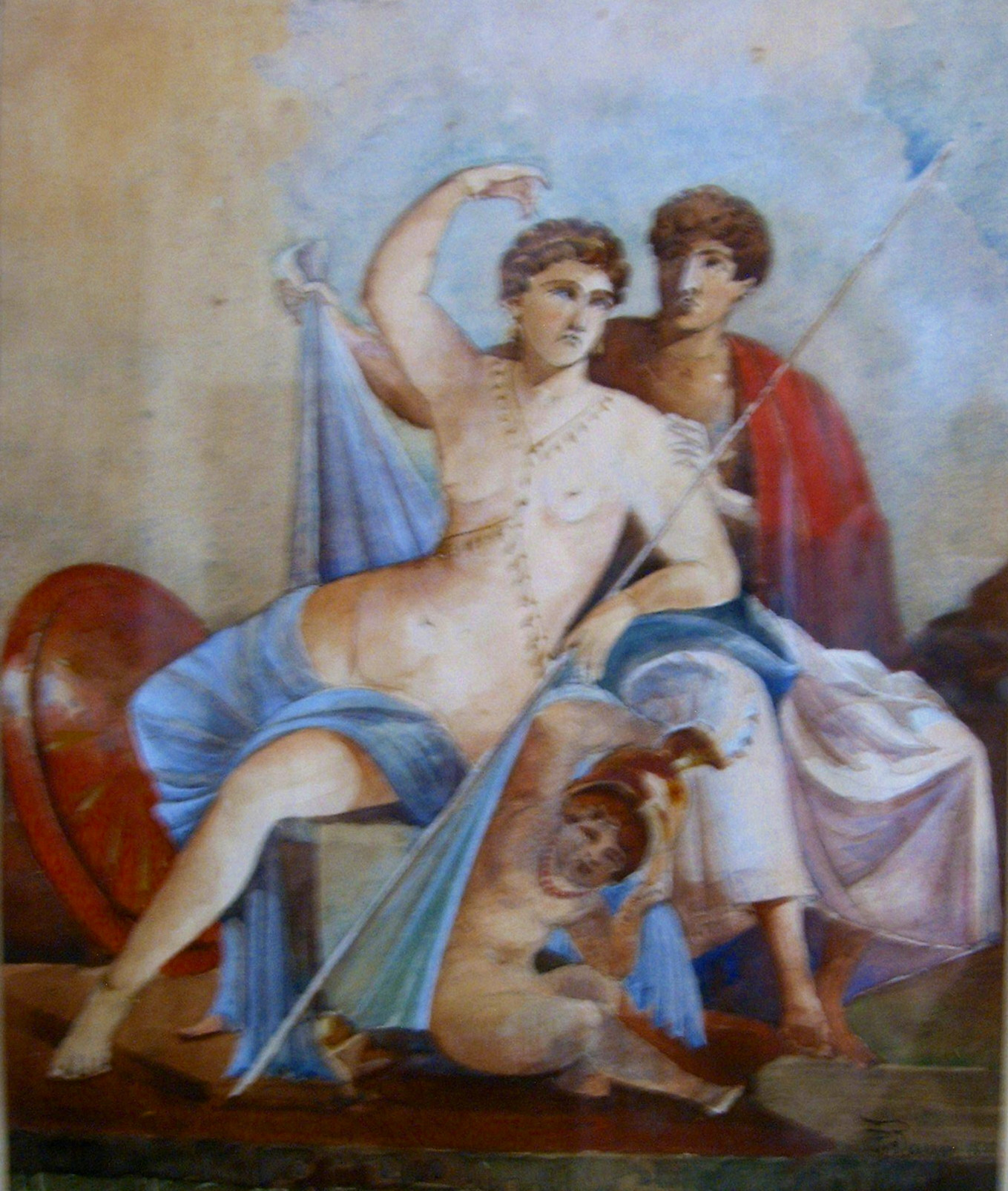
Mars und Venus antikes Wandgemälde (Pompei) im Museum zu Neapel
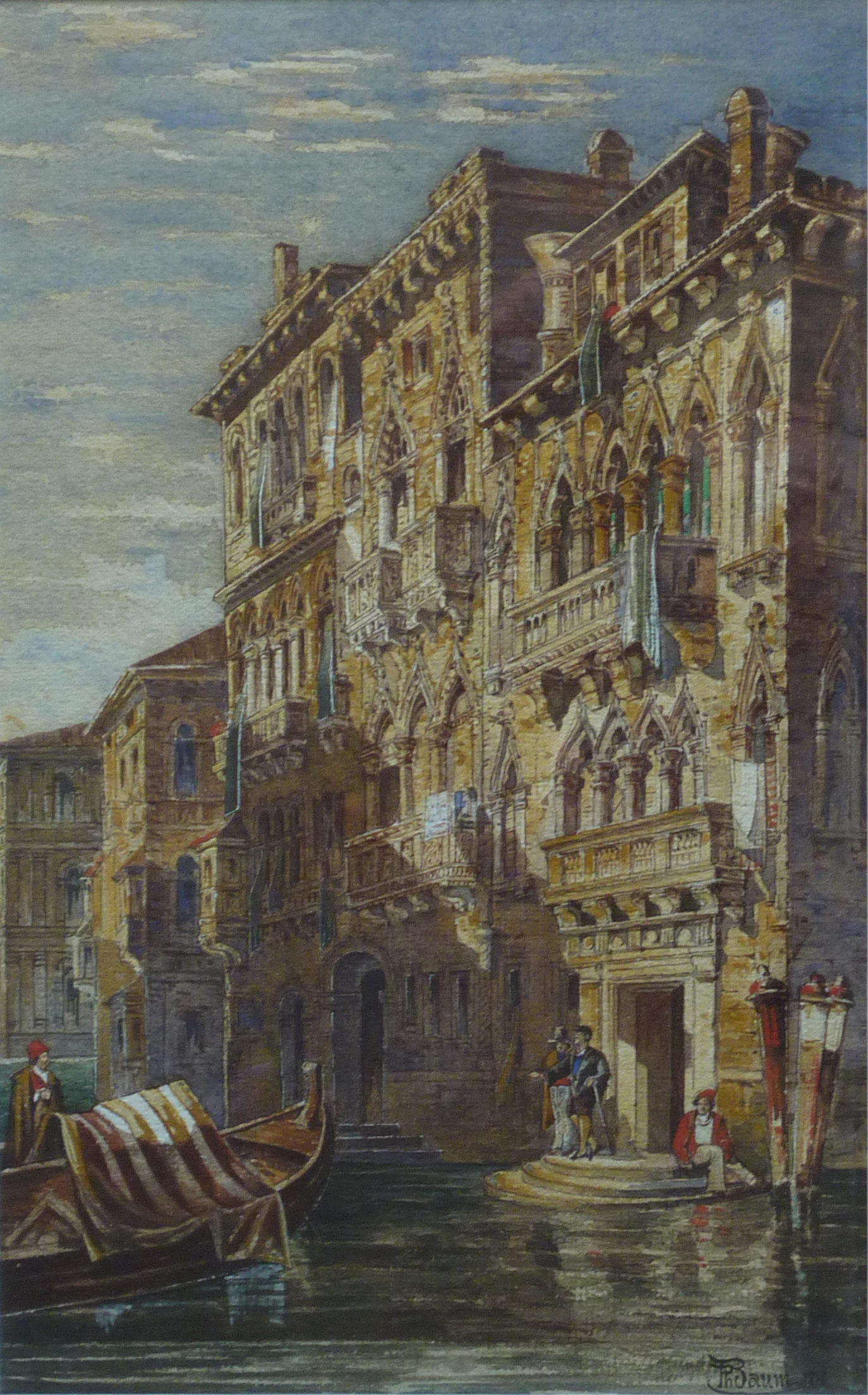
Ölgemälde mit einem Motiv aus Venedig

### Karnevalskostüme für den Mainzer Karnevalsverein
Baum entwarf auch Karnevalskostüme für den Mainzer Karnevalsverein.

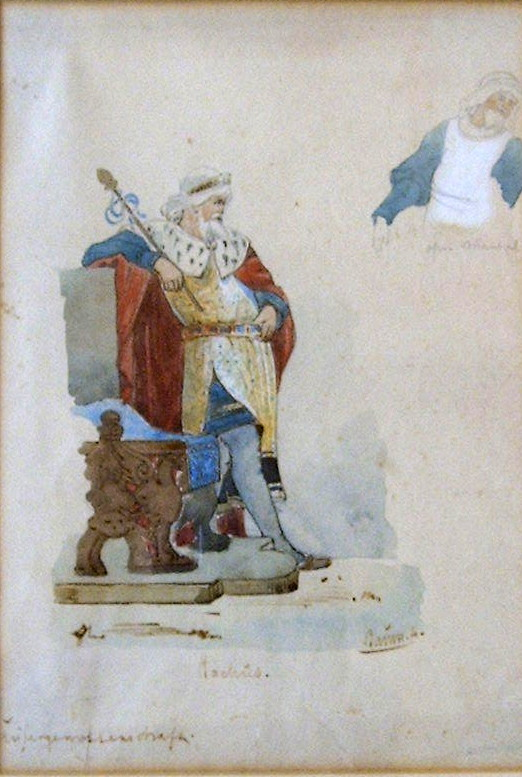
Bachus; o. r.: ohne Mantel; u. l.: Küfergenossenschaft; u. r.: Baum
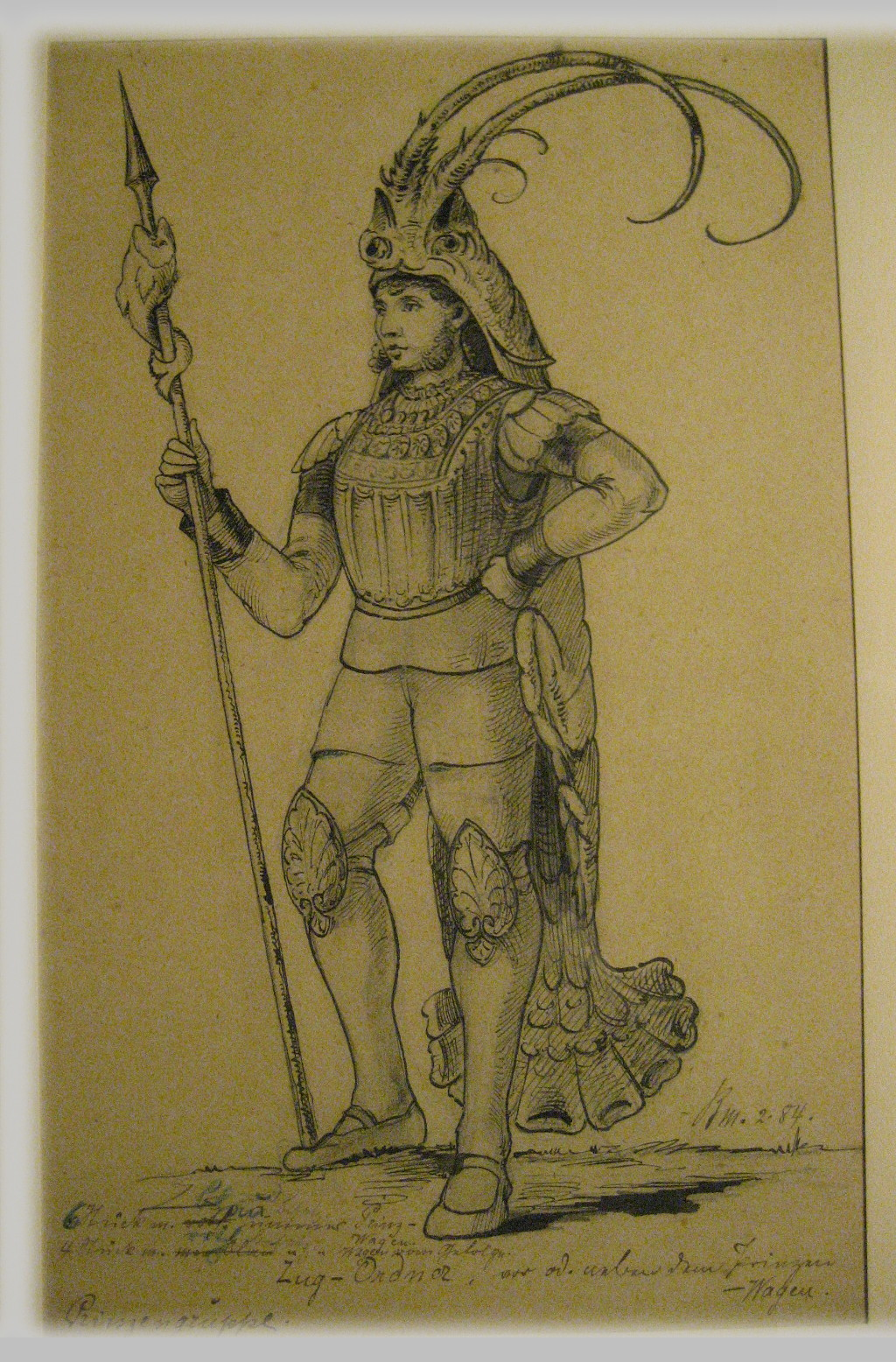
Zugordner, u. m.: Zugordner, vor od. neben dem Prinzen-Wagen; u. l.:6 Stück. (?) / Prinz-Wagen; 4 Stück m. Wagen vom Gefolge; Bürgergruppe.
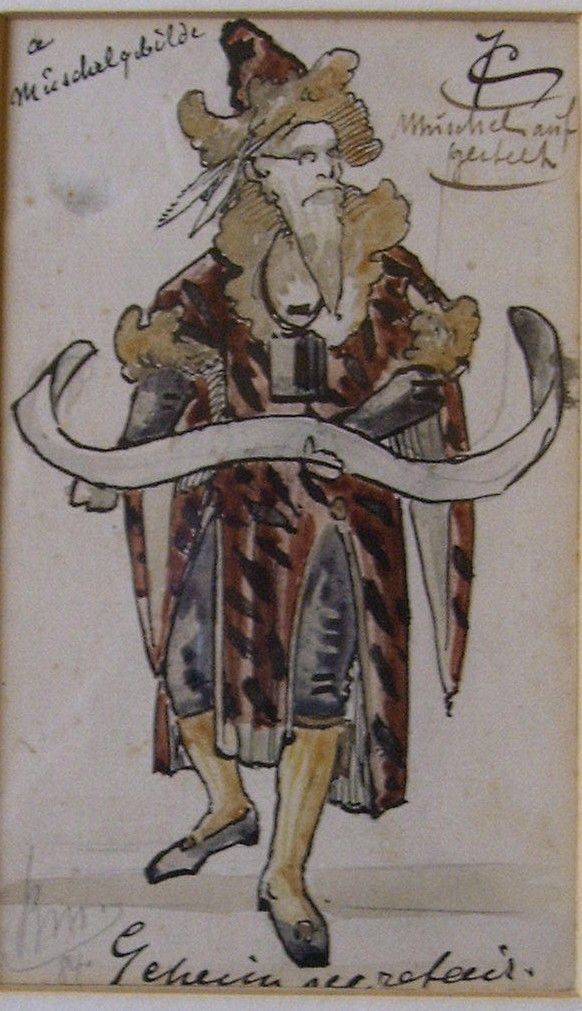
Geheimsecretair; o. l.: Muschelgebilde; o. r.: (Signatur von Baum) Muscheln aufgeheftet (?)
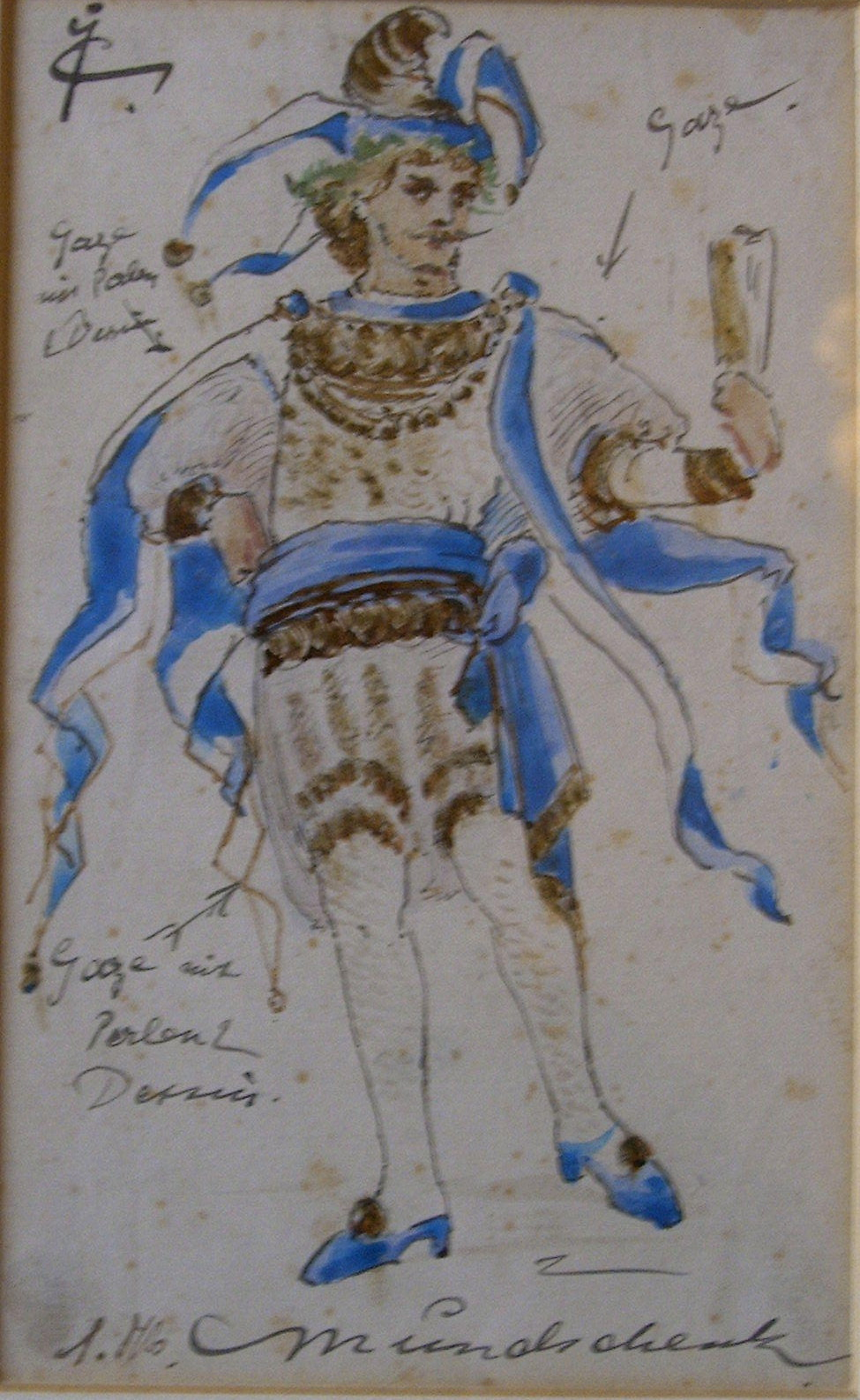
1. (?) Mundschenk; o. r.: (Baums Signatur), Gaze im Pal…(?); o. r. Gaze; u. l.: Gaze mit Perlen-Dessous
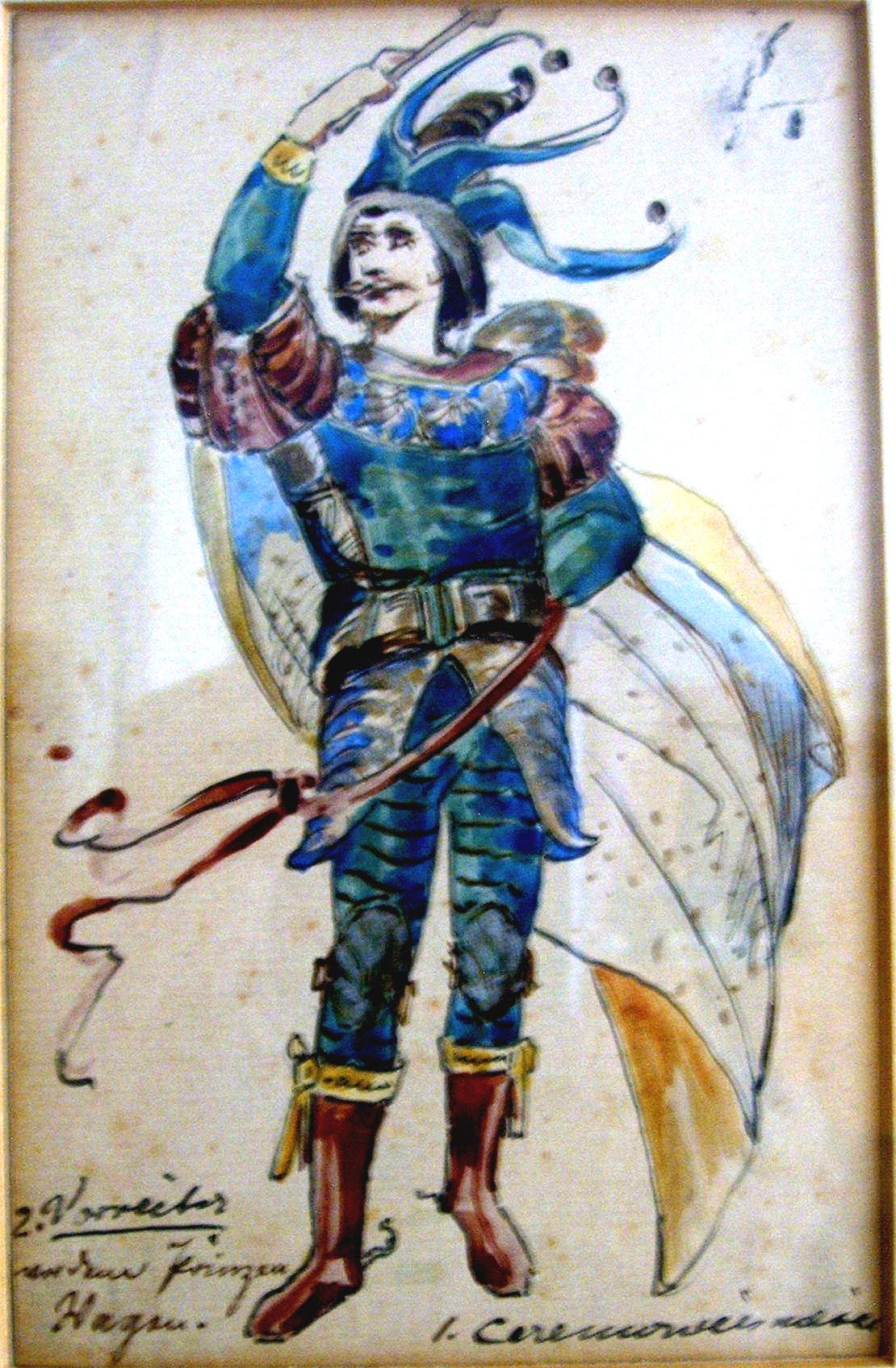
2. Vorreiter vor dem Prinzen-Wagen; Ceremonienmeister
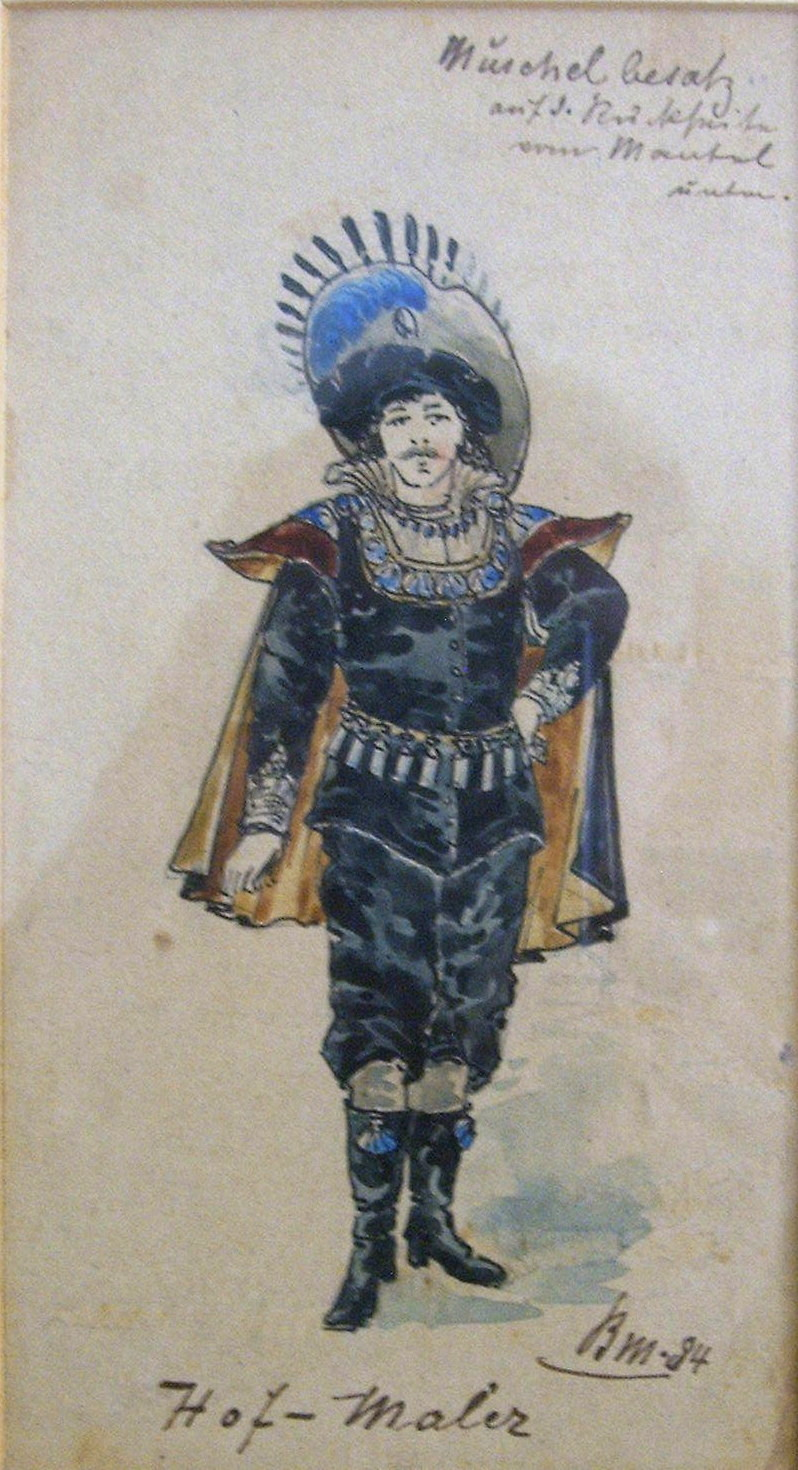
Hofmaler o. r.: Muschelbesatz auf d. Rückseite vom Mantel unten; u. r. Bm-84^
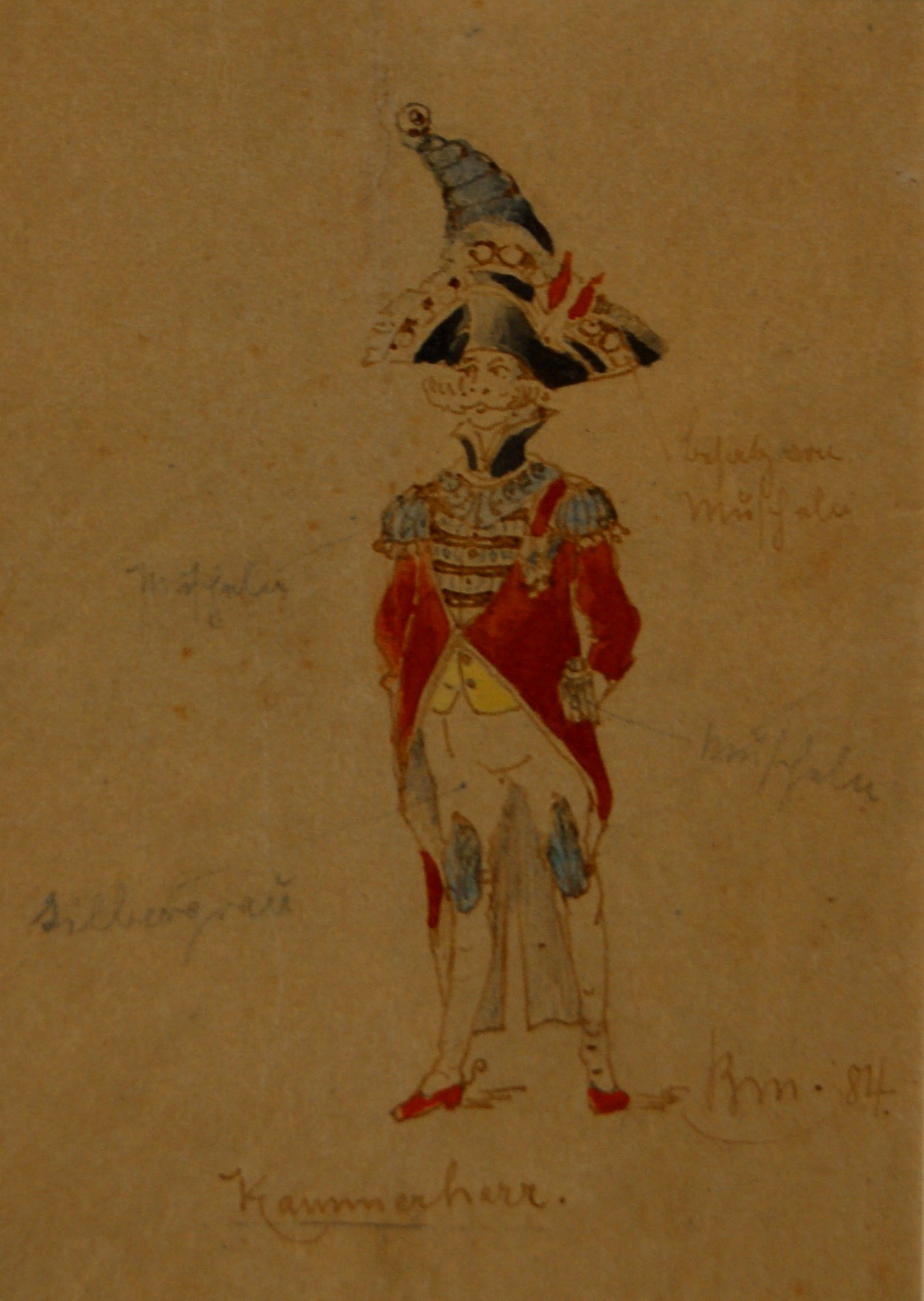
Kammerherr; o. r.: Besatz von Muscheln; o. l.: Muschel; m. l.: silbergrau; m. r.: Muscheln; u. r.: Bm – 84;
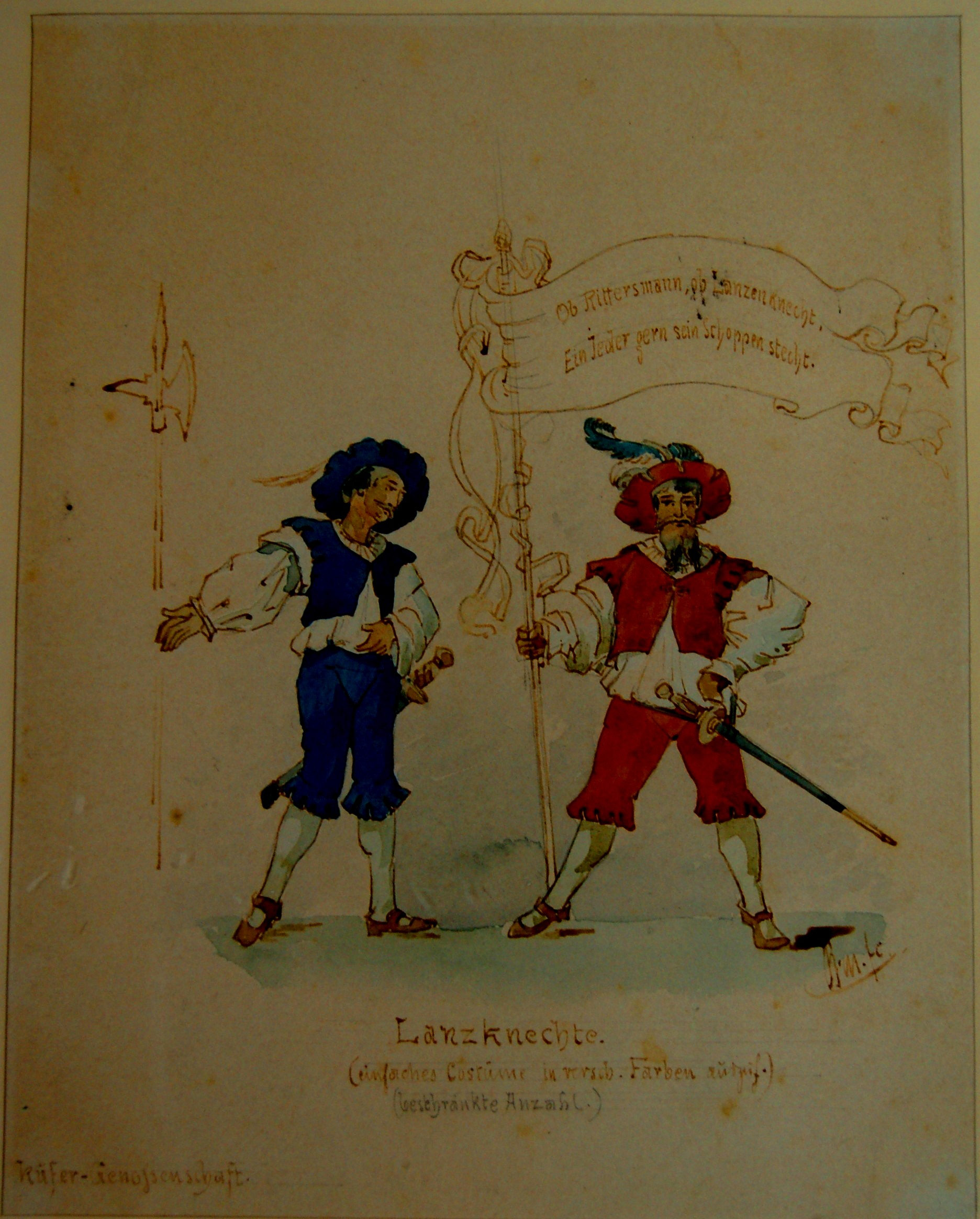
Lanzknechte; auf der Fahne: Ob Rittersmann oder Lanzenknecht. Ein Jeder gern ein Schoppen stecht; u. l.: Küfer-Genossenschaft; u. m.: (einfaches Costüme in versch. Farben ausgef.) (beschränkte Anzahl.); Bm;
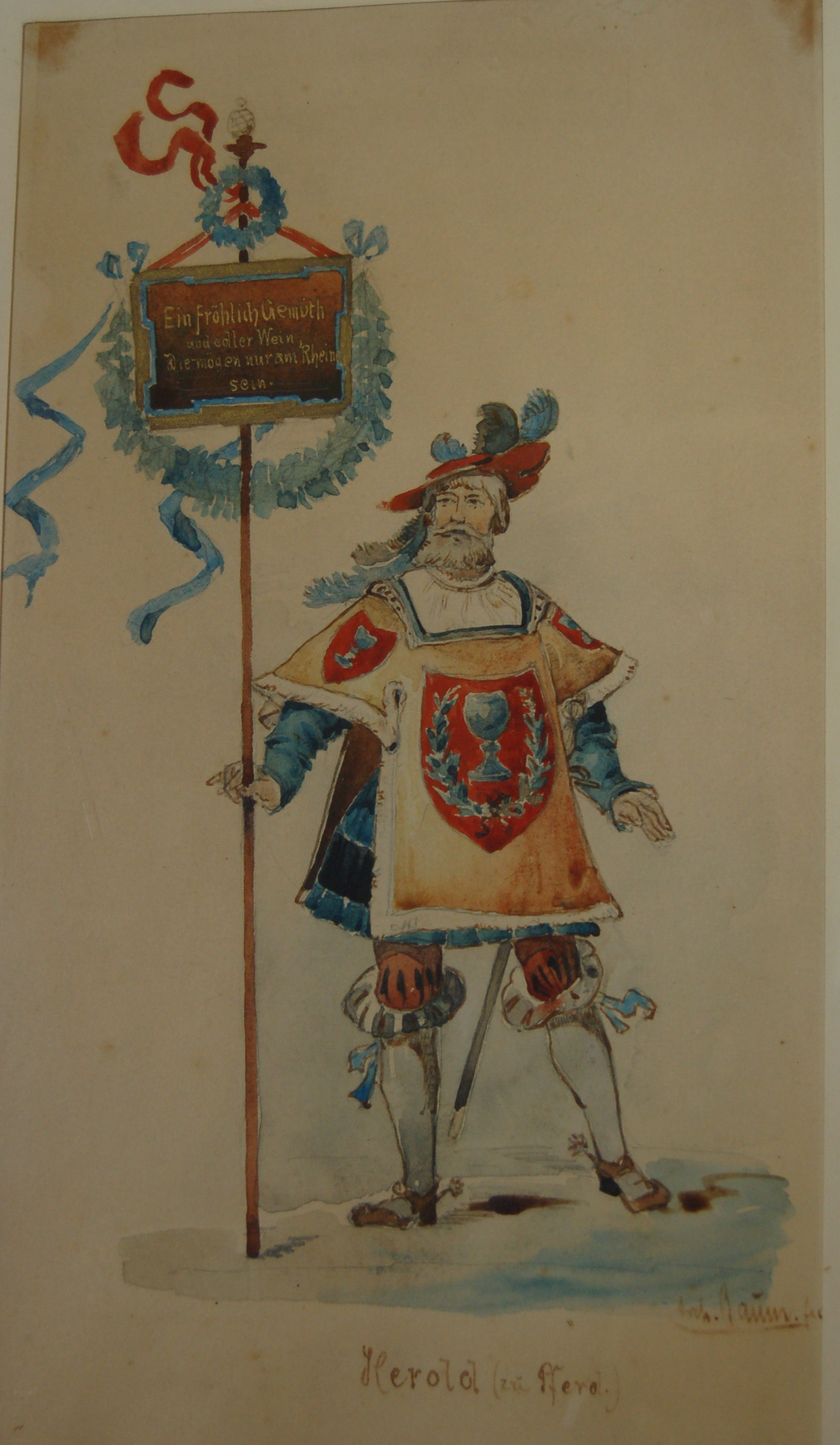
Herold zu Pferd; i. d. Standarte: Ein fröhlich Gemüth und edler Wein, die mögen nur am Rhein sein; u. r.: Arch.Baum 86
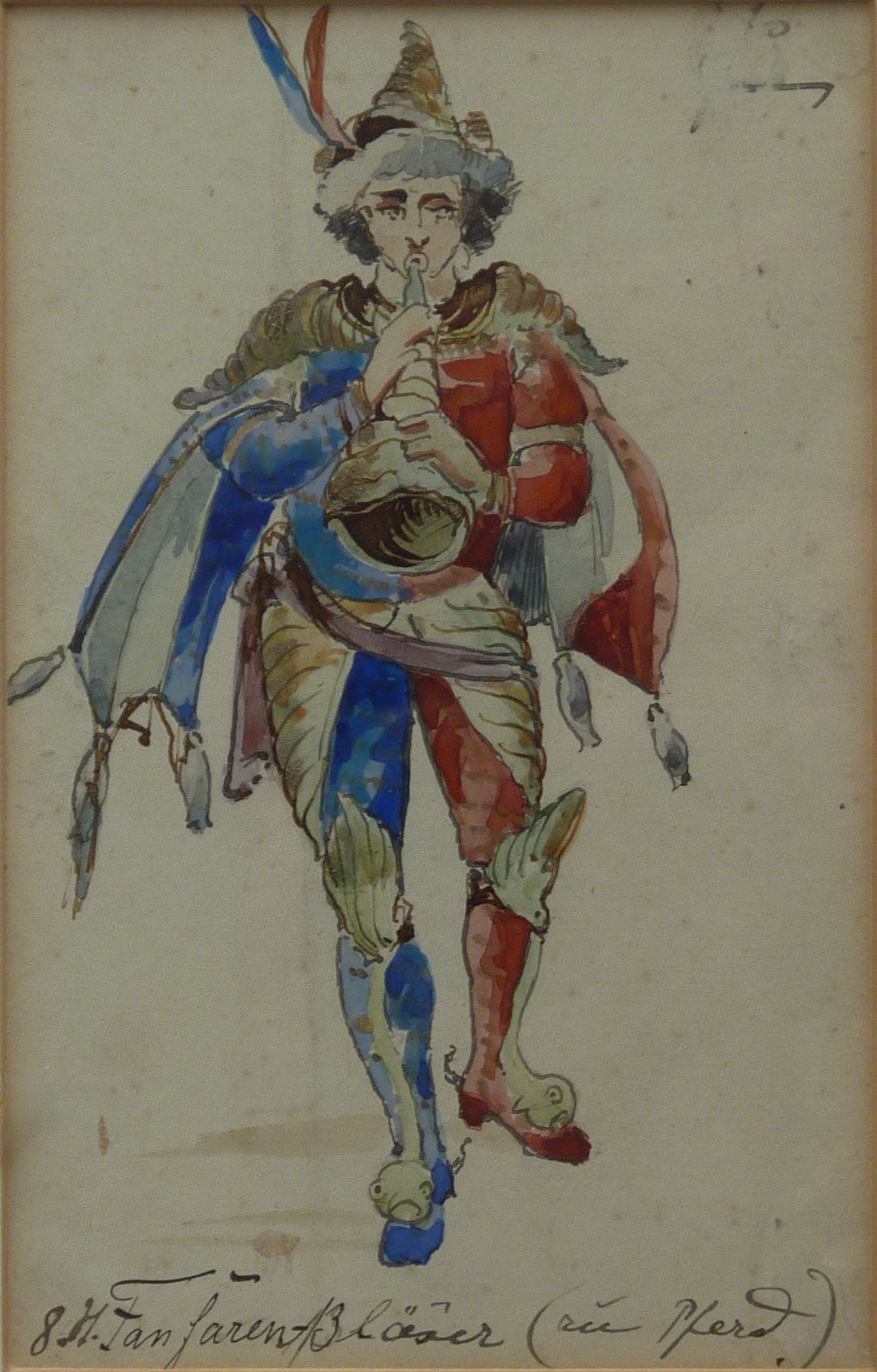
Fanfarenbläser; u.: 8 St. Fanfarenbläser (zu Pferd)
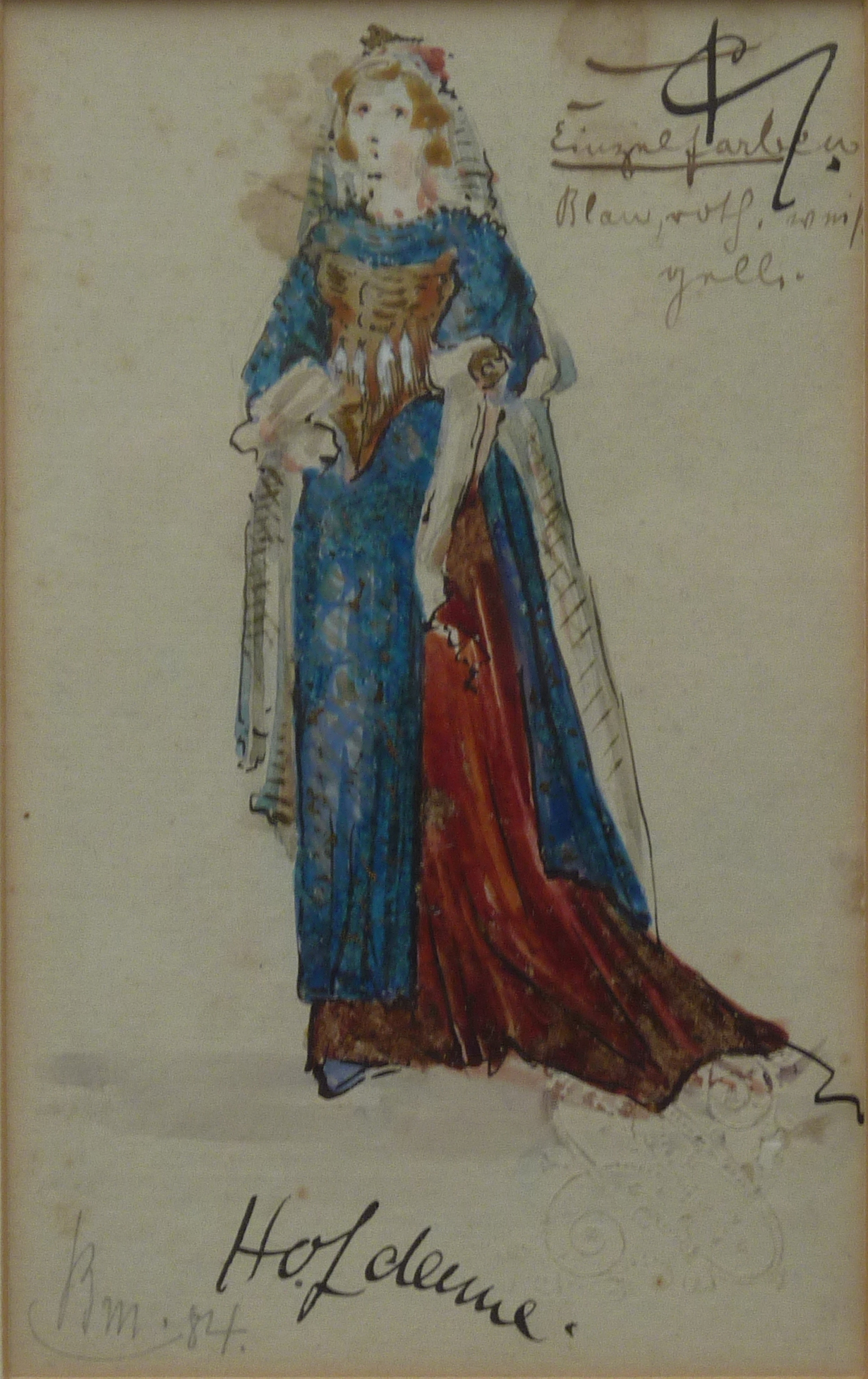
Hofdame; u.: Bm 84, Hofdame,; o.: Einzelfarben: Blau, roth, weiß, gelb
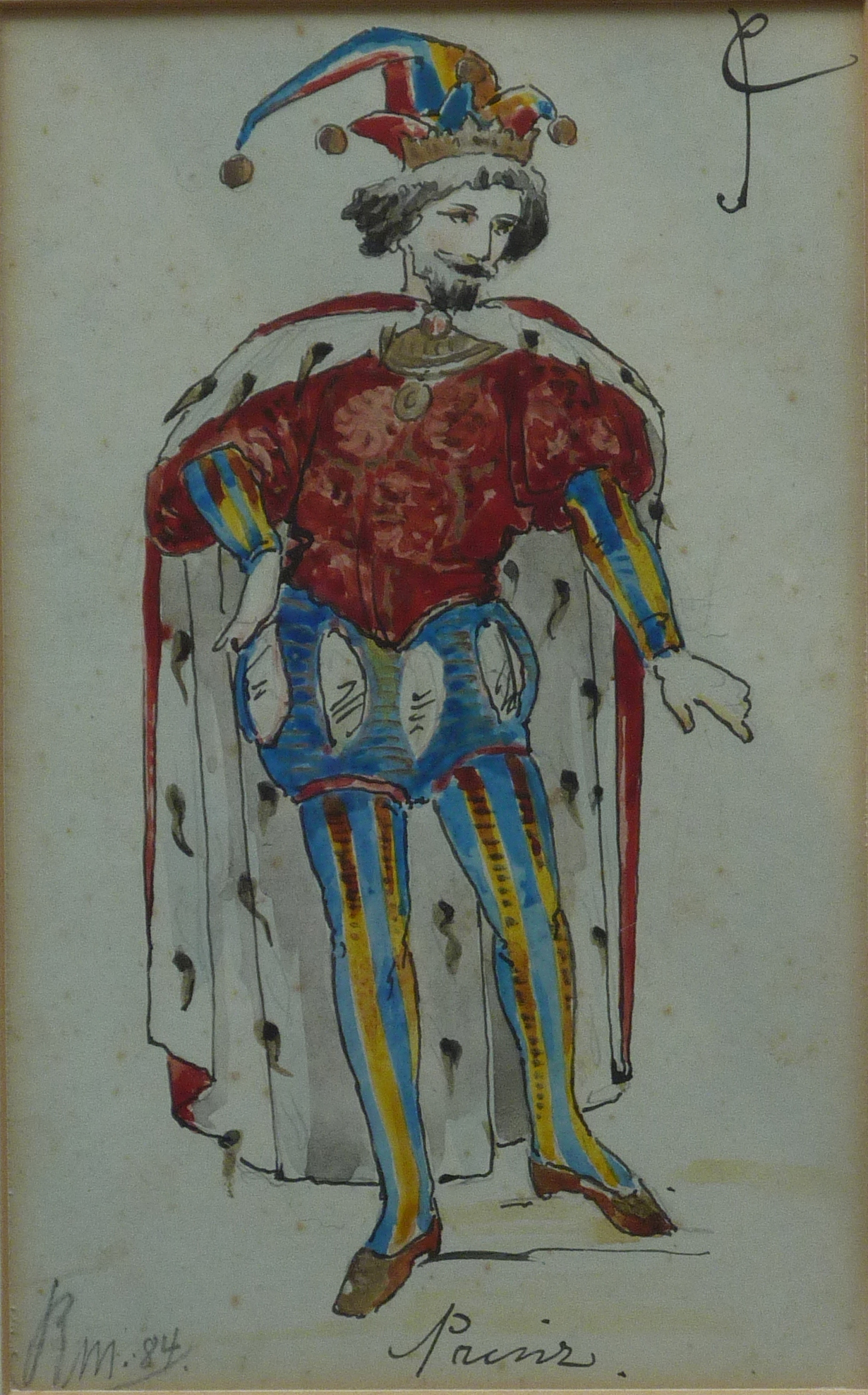
Prinz; o. r.: Zeichen von Baum; u.: Prinz, Bm 84
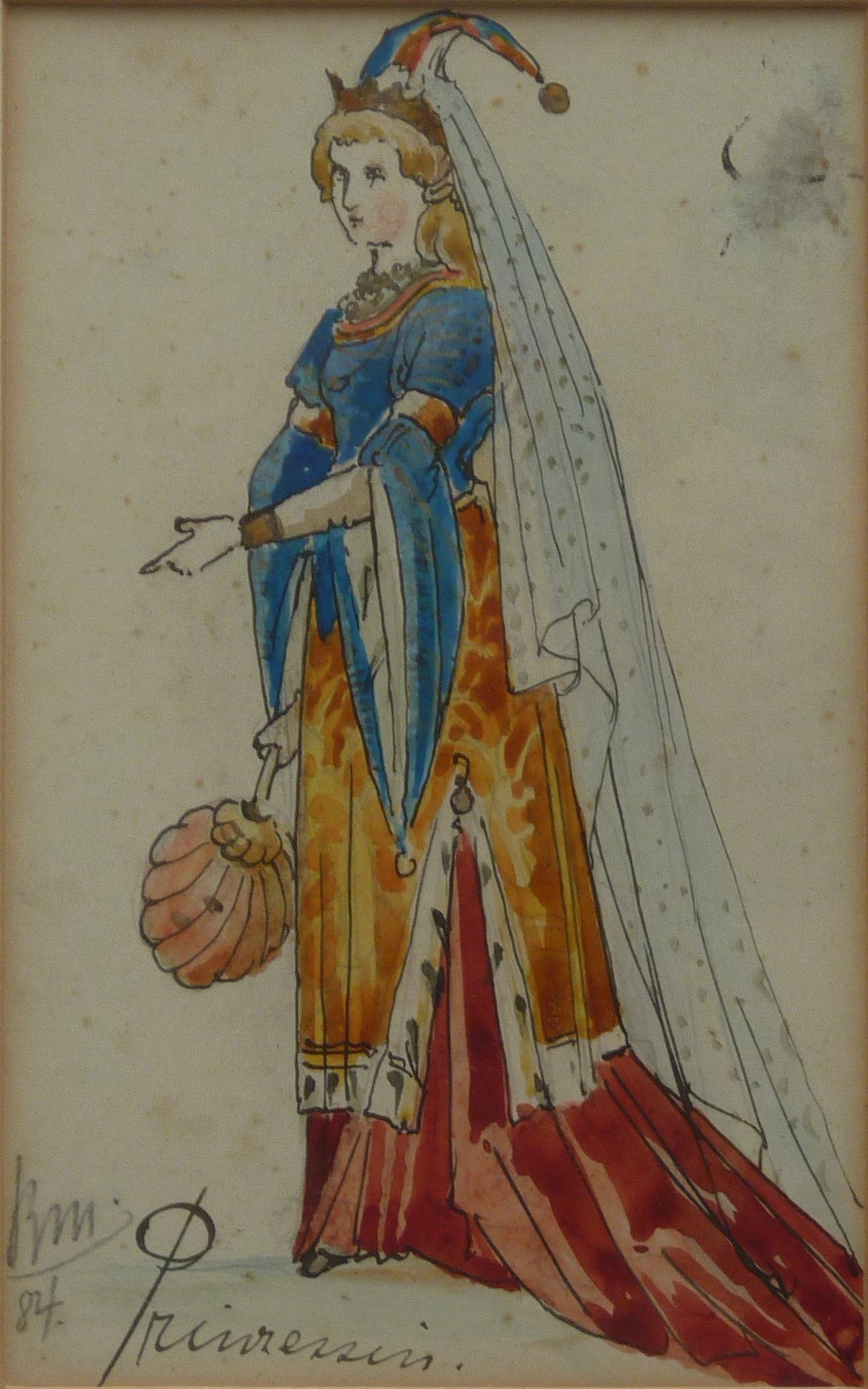
Prinzessin; u.: Bm 84, Prinzessin

### Keramik
Baum hat auch einige Keramikstücke entworfen:

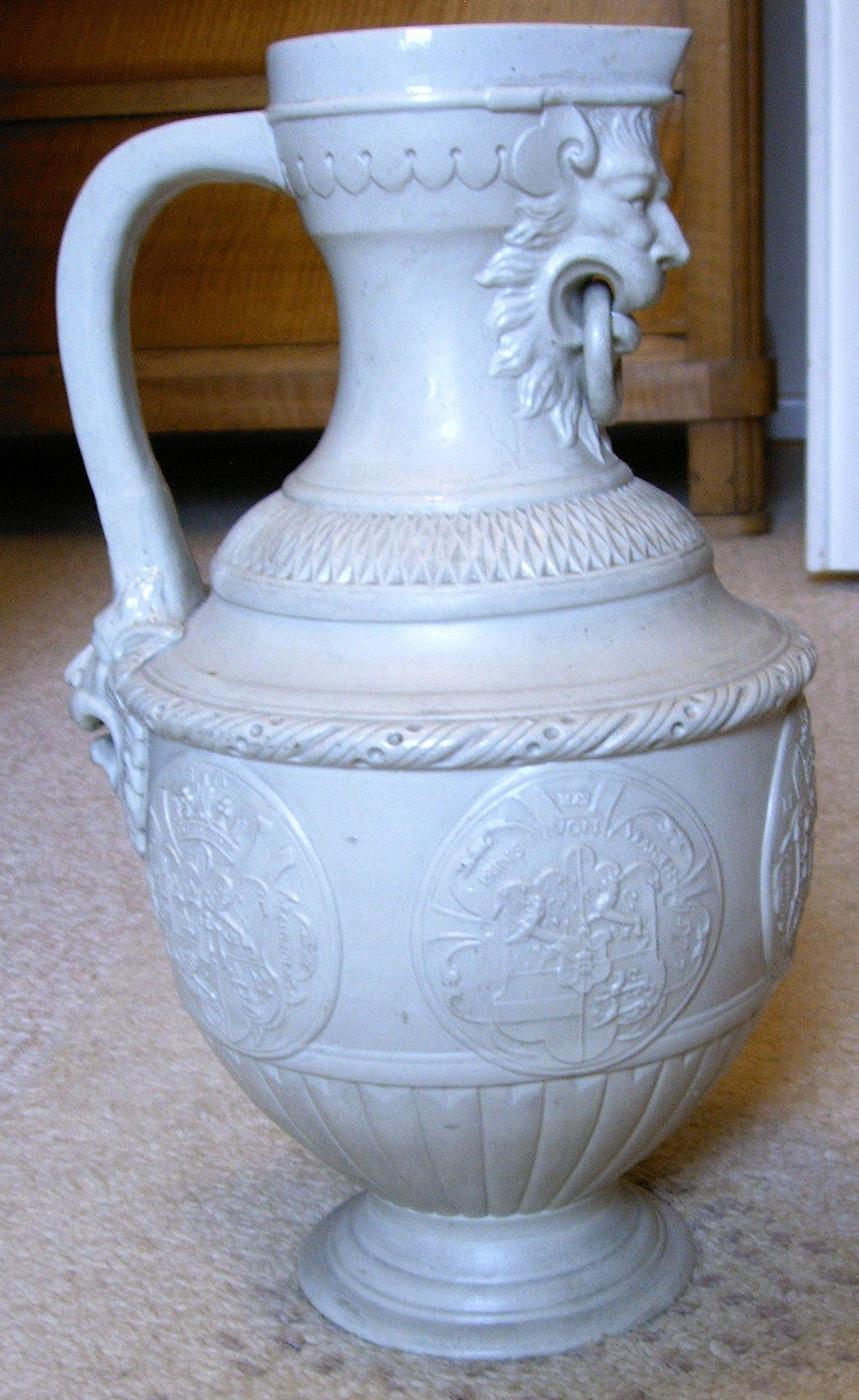
Vase
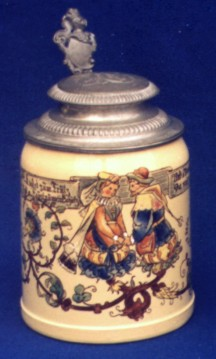
Bierkrug
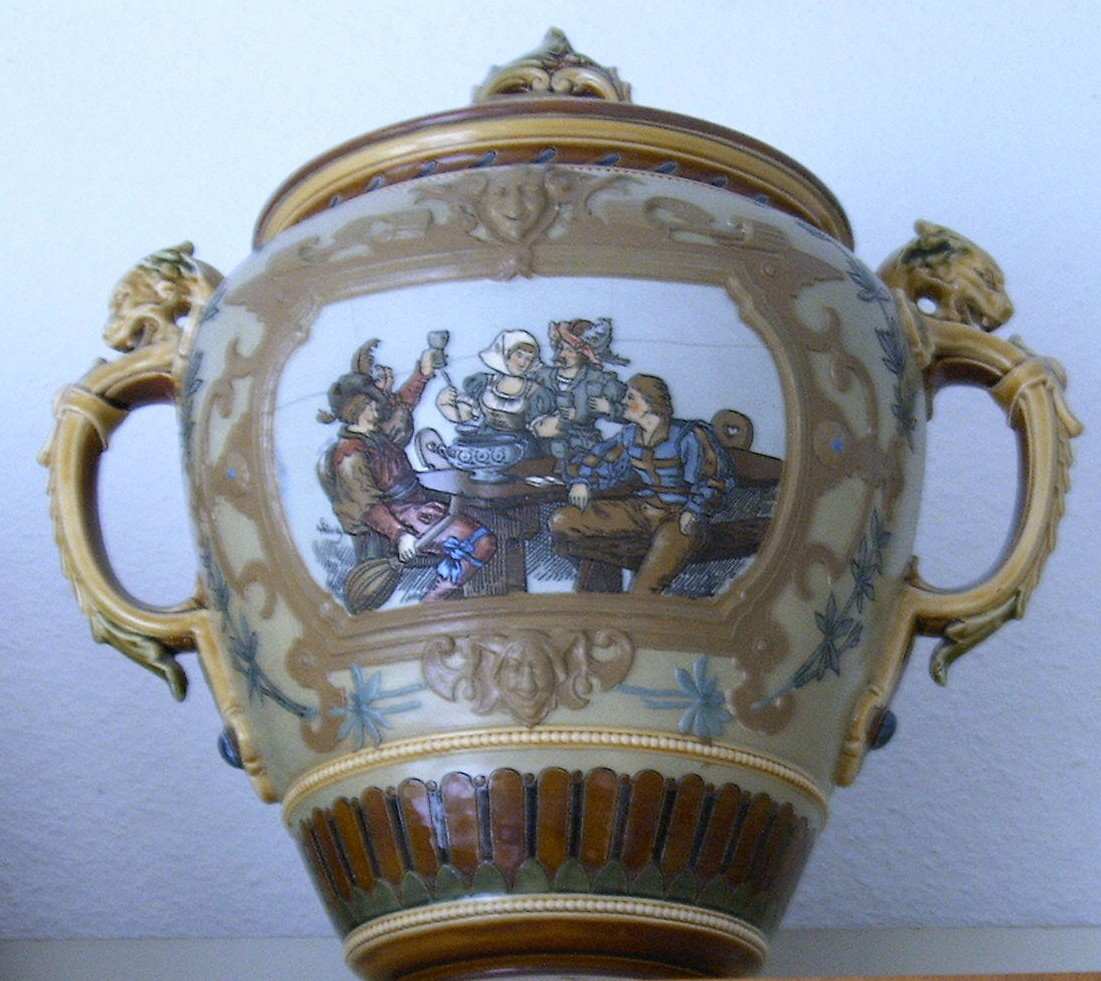
Bowle

### Schriften
- Schloss Stern bei Prag. Verlag E. A. Seemann, Leipzig 1877 (eingeschränkte Vorschau in der Google-Buchsuche).

## Nekrolog
Die Zeitschrift Kunstchronik veröffentlichte einen anscheinend aus der Darmstädter Zeitung übernommenen Nekrolog:

„Neben seinen praktischen Zielen war er mit Neigung früh schon in kunstwissenschaftlicher Richtung thätig und bewährte u. a. seine Befähigung auf diesem Gebiete durch eine vorzügliche Publikation des durch Anlage und malerische Ausstattung berühmten Schlosses Stern bei Prag.
Seit seiner Niederlassung in Mainz beschäftigen ihn in erster Linie kunstgewerbliche Arbeiten, wozu ihm seine Beziehungen zu der Großindustrie von Villeroy und Boch in Mettlach dauernd Gelegenheit boten. Eine Reihe fein empfundener und geschmackvoller Leistungen entstanden daraus; namentlich waren Entwürfe unter Benutzung antik-römischer Vorbilder für Mosaikböden mit entschiedenem Glück von ihm bearbeitet worden. Das Bedeutendste in dieser Richtung war jedoch der im Sinne eines reichen Barocco komponierte Boden für die riesige Stiftskirche zu Einsiedeln in der Schweiz, ein Werk, das an Größe und Eigenart in der ganzen neueren Kunstindustrie seines gleichen nicht hat. Studienlandreisen nach Italien, sowie nach Belgien, Holland und England förderten ebenso wohl Baums künstlerische Durchbildung, wie sie ihm Gelegenheit boten, eine fülle der herrlichsten Studien aus allen Gebieten anzusammeln. Baum war Meister in einer feinen, geschmackvollen, ja geradezu entzückenden Wiedergabe von Baudenkmalen, namentlich aber von malerischen, dekorativen und kunstgewerblichen Einzelheiten. Was er in dieser Richtung geschaffen, kann geradezu als treffliches Studienmaterial für Kunstinstitute gelten. Wiederholte Ausstellungen seiner Reisefrüchte brachten ihm die verdiente Anerkennung dafür und bahnten ihm zugleich den Weg zu vielseitiger Thätigkeit. Auch in Darmstadt wurden ihm dekorative Aufgaben von Belang, u. a. im Mausoleum auf der Rosenhöhe übertragen. Eine ausgebreitete Wirksamkeit ergab sich für ihn mit der hiesigen Stadterweiterung. Eine Reihe von Neubauten knüpfen sich an seinen Namen: markige Durchbildung der Architektur verbindet sich darin mit flott behandelten Detail und malerischer Gesamthaltung. Zuletzt kehrte er in der sein komponierten Fassade des Hauses Falk-Ring am Boulevard zu der vornehmen Einfachheit einer Florentiner Renaissance zurück und schloß – leider – und damit frühzeitig seine schöpferische Thätigkeit. Unter schweren Siechtum erlahmte seine Kraft, da er kaum die Schwelle des Mannesalters überschritten hatte. Neben seiner künstlerischen Begabung, die sich vorwiegend in gefälliger Darstellung äußerte, erwarb ihm die seine, harmlose Art seines Wesens die Gunst und Zuneigung in den weitesten Kreisen. Was er geschafften, trägt durch und durch den Stempel einer feinempfindenden Natur: Jeder seiner Leistungen wird darum auch ein Denkmal seiner Sinnesart und seines Strebens bleiben.“